# Mitsubishi Pajero
Mitsubishi Pajero (укр. Мітсубісі Паджеро) — позашляховик, флагман модельного ряду компанії Mitsubishi. 12-разовий чемпіон ралі «Дакар». На сьогодні виробляється четверте покоління цих автомобілів (в Китаї). Вперше Pajero був представлений в 1976 році на Токійському автосалоні як концепт-кар пляжного автомобіля, створений на базі Mitsubishi Jeep, що випускався за ліцензією.
Модель Pajero (pəhɛroʊ, pɑxɛroʊ, пахеро) (англ.) була названа так на честь пампасової кішки (Leopardus pajeros), що мешкає на плато Патагонія, у південній Аргентині. (англ.) Однак, оскільки слово pajero (пахеро) має іспанською мовою сленг своє значення «онаніст», ((ref-en)) на деяких зарубіжних ринках було прийнято іншу назву. Так, в Іспанії, Індії та Америці (крім Бразилії) воно було замінено на Mitsubishi Montero (що означає «воїн-горець»), а у Великій Британії на Mitsubishi Shogun («сьогун»).

## Mitsubishi Pajero I (L040) (1982—1991)

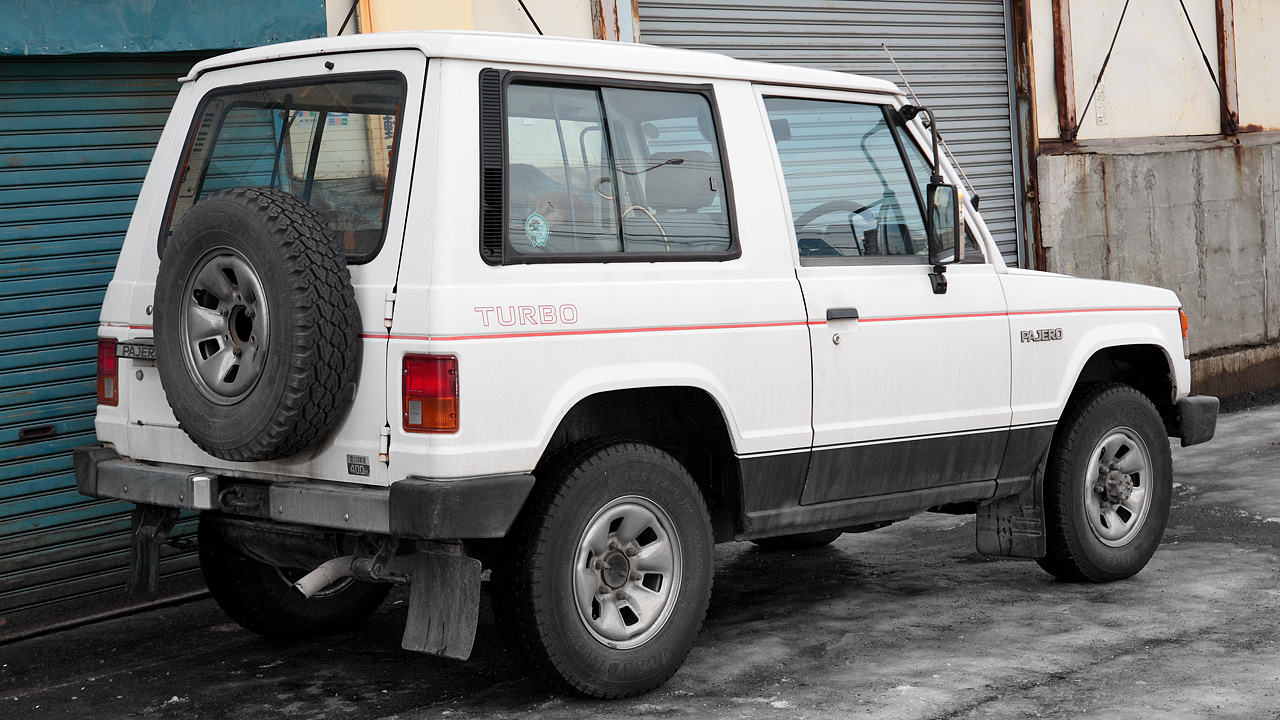
Mitsubishi Pajero першого покоління, вид ззаду

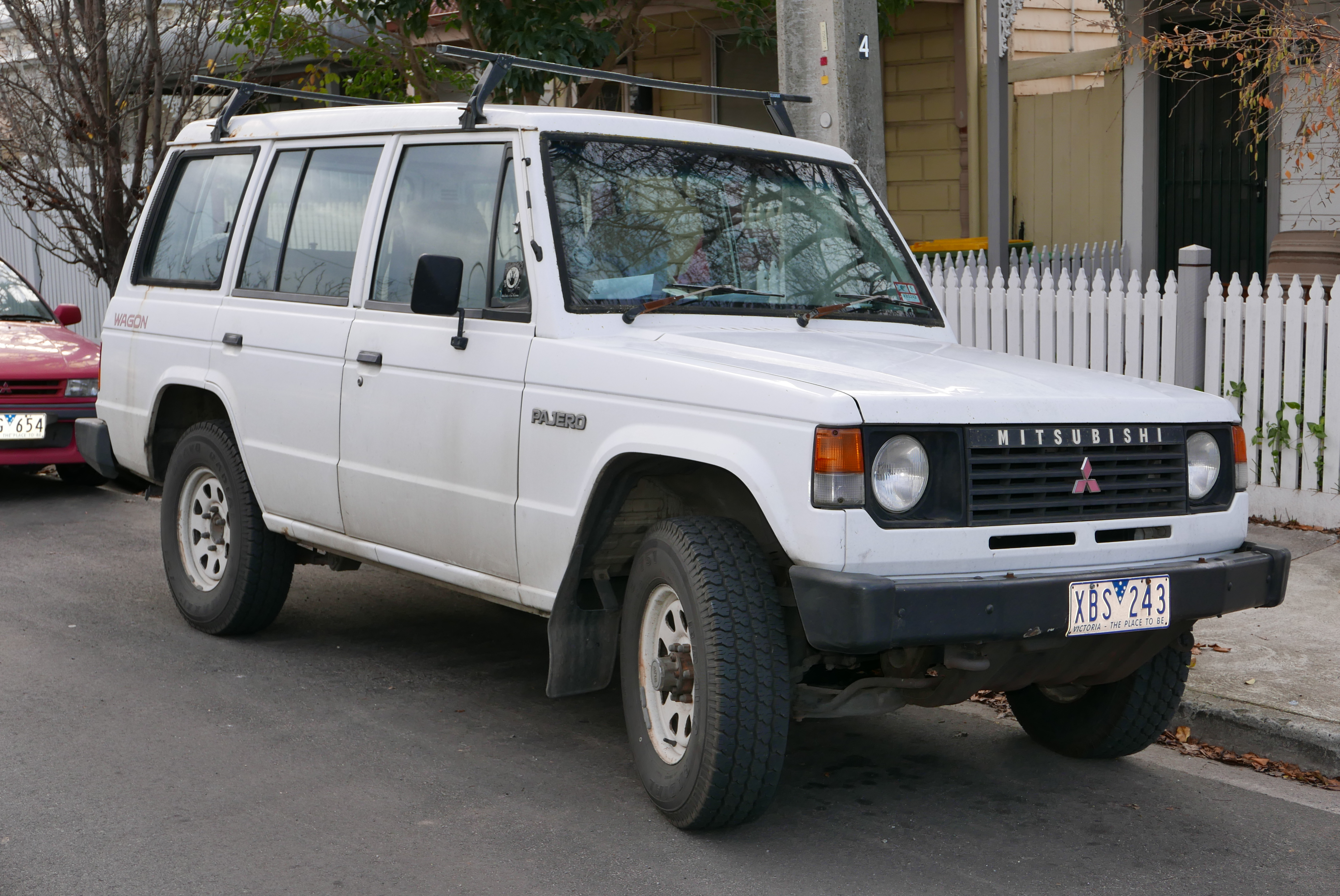
П'ятидверний Mitsubishi Pajero першого покоління

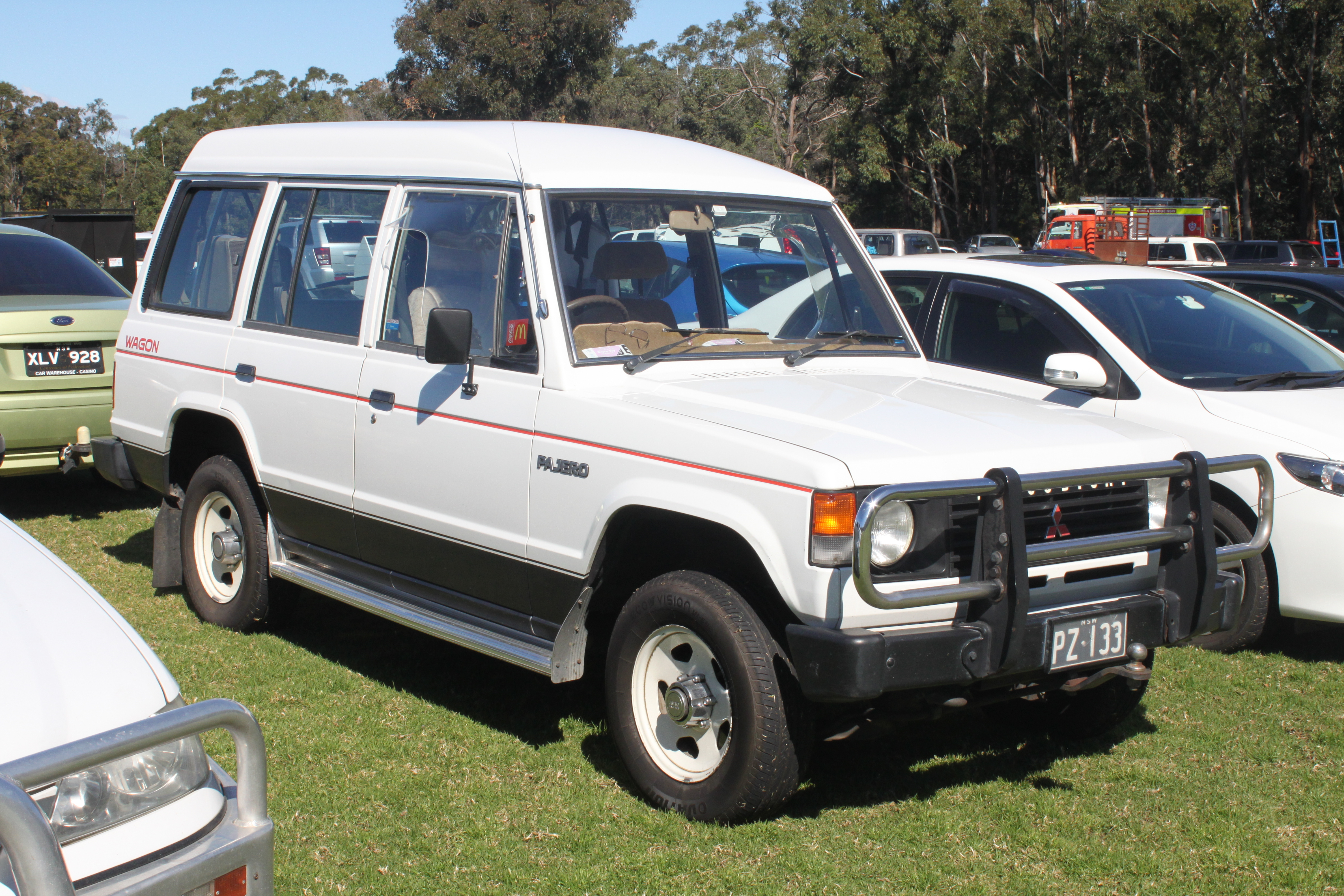
П'ятидверний Mitsubishi Pajero першого покоління

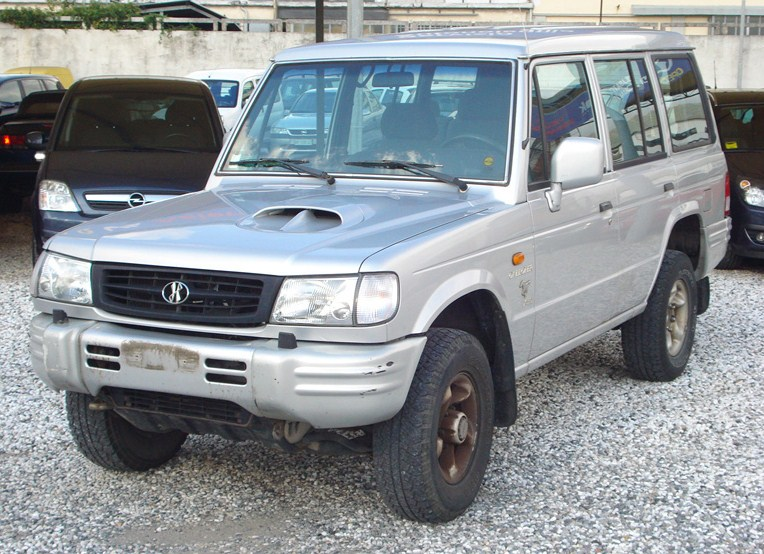
Hyundai Galloper

Позашляховик Mitsubishi Pajero першого покоління дебютував на Токійському автосалоні в жовтні 1981 року, а в травні 1982 року в продаж надійшла коротка тридверна версія з бензиновим (4G54 — 2.6 л) і дизельним (4D55 — 2.3 л) двигунами. У січні 1983 року, всього лише рік після початку виробництва Pajero вступив у світ автоспорту.
Основою для Pajero служить могутня рама, яка забезпечує позашляховику відмінну жорсткість. Передня підвіска незалежна зі здвоєними важелями і торсионами (що є новинкою того часу, оскільки конкуренти мали залежну передню підвіску). Задня — залежна з ресорами.
Незграбний дизайн кузова, прямі грані кузовних панелей, підкреслені потужним бампером і міцним захистом днища підкреслюють виняткові позашляхові якості автомобіля, які не піддаються впливу часу. Поряд з тридверним суцільнометалевим закритим кузовом (4015х1680х1870 мм) випускали і версію з м'яким складаним верхом, але вона особливою популярністю не користувалася в силу своєї утилітарності.
Рульова колонка із змінним кутом нахилу. Шумоізоляція кузова досить ефективна. Огляд назад задовільний, тільки завдяки величезним зовнішнім дзеркалам заднього виду. Два незалежних кондиціонера на п'ятидверній версії створюють бажаний мікроклімат.
У лютому 1983 року вийшла модифікація з довгою колісною базою (2695 мм) і п'ятьма дверима з можливістю вибору з двох різних двигунів: 2,0-літровий турбований бензиновий 4G63T (під маркою «2.0 Turbo» або «2000 Турбо» на деяких ринках), а також 2,3-літровий турбований дизель (під маркою «2,3 TD» або «2300 TD»). П'ятидверна модифікація випускалася зі стандартним, напіввисоким і високим дахом. Дев'ятимістна версія з високим дахом зазвичай використовується в операціях ООН.
У червні 1984 року Pajero були допрацьовані. Дизельні двигуни з турбонаддувом стали ще потужнішими, моделі з довгою колісною базою отримали дискові гальма всіх коліс як стандартне обладнання.
На початку 1987 року була представлена нова флагманська модель Pajero: з двокольоровим забарвленням, п'ятнадцятидюймовими литими дисками, передніми сидіннями з обігрівачами. Також в 1987 році версія Pajero / Montero стала продаватися в США як «Dodge Raider».
Починаючи з 1988 року почав встановлюватися новий дизельний двигун (4D56 — 2.5 л) з турбіною та інтеркулером. З 1990 року ставиться новий бензиновий двигун (6G72 — 3.0 л) — V-подібна шістка, яка і в теперішній час з невеликими змінами ставиться на Pajero для японського ринку і арабських країн. Так само в різні роки на Pajero першого покоління встановлювалися бензинові двигуни, карбюраторний 4G63 — 2.0 л і інжекторний 4G64 — 2.4 л. Крім 5-ти і 3-х дверних версій була 3-х дверна версія з м'якою задньою частиною даху — кузов canvas top.
Компанії Hyundai Precision Products була продана ліцензія на виробництво Pajero, він вироблявся як Hyundai Galloper з 1991 по 2003 рік.

### Двигуни
| Модель    | Тип двигуна | Циліндри | Об'єм    | Клапани/ГРМ | Потужність при об/хв     | Крутний момент при об/хв | Роки випуску |
| --------- | ----------- | -------- | -------- | ----------- | ------------------------ | ------------------------ | ------------ |
| Бензинові |             |          |          |             |                          |                          |              |
| 2,0 8V    | 4G63        | Р4       | 1997 см³ | 8/SOHC      | ? к.с. (? кВт)/?         | ? Нм/?                   | ?            |
| 2,0T 8V   | 4G63T       | Р4       | 1997 см³ | 8/SOHC      | 137 к.с. (101 кВт)/4700  | ? Нм/?                   | 1983-        |
| 2,4 8V    | 4G64        | Р4       | 2350 см³ | 8/SOHC      | 145 к.с. (106 кВт)/5500  | 206 Нм/2750              | ?            |
| 2,6 8V    | 4G54        | Р4       | 2555 см³ | 8/SOHC      | 103 к.с. (75,5 кВт)/4500 | 188 Нм/2500              | 1982-        |
| 3,0 12V   | 6G72        | V6       | 2972 см³ | 12/SOHC     | 143 к.с. (105 кВт)/5000  | 168 Нм/2500              | 1990-1991    |
| Дизельні  |             |          |          |             |                          |                          |              |
| 2,3 D     | 4D55        | Р4       | 2346 см³ | 8/SOHC      | 65 к.с. (48 кВт)/4200    | 137 Нм/2000              | 1982-        |
| 2,3 TD    | 4D55T       | Р4       | 2346 см³ | 8/SOHC      | 84 к.с. (62 кВт)/4200    | 175 Нм/2000              | 1982-        |
| 2,5 TD    | 4D56        | Р4       | 2476 см³ | 8/SOHC      | 95 к.с. (70 кВт)/4200    | 234 Нм/2000              | 1988-1991    |
| 2,5 TD    | 4D56T       | Р4       | 2476 см³ | 8/SOHC      | 99 к.с. (73 кВт)/4200    | 240 Нм/2000              | 1988-1991    |

## Mitsubishi Pajero II (V20) (1991—1999)

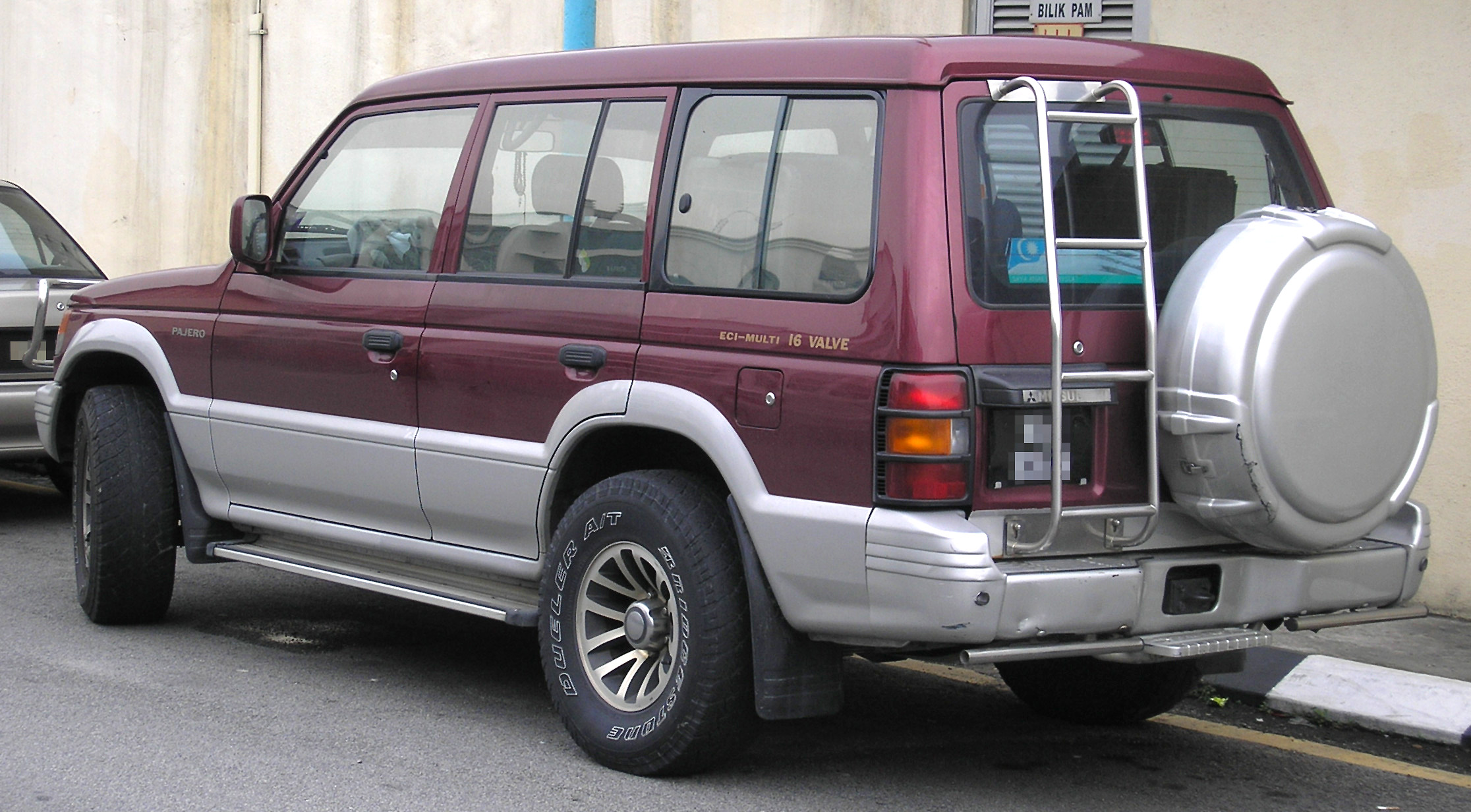
Mitsubishi Pajero II 5дв. (1991—1997)

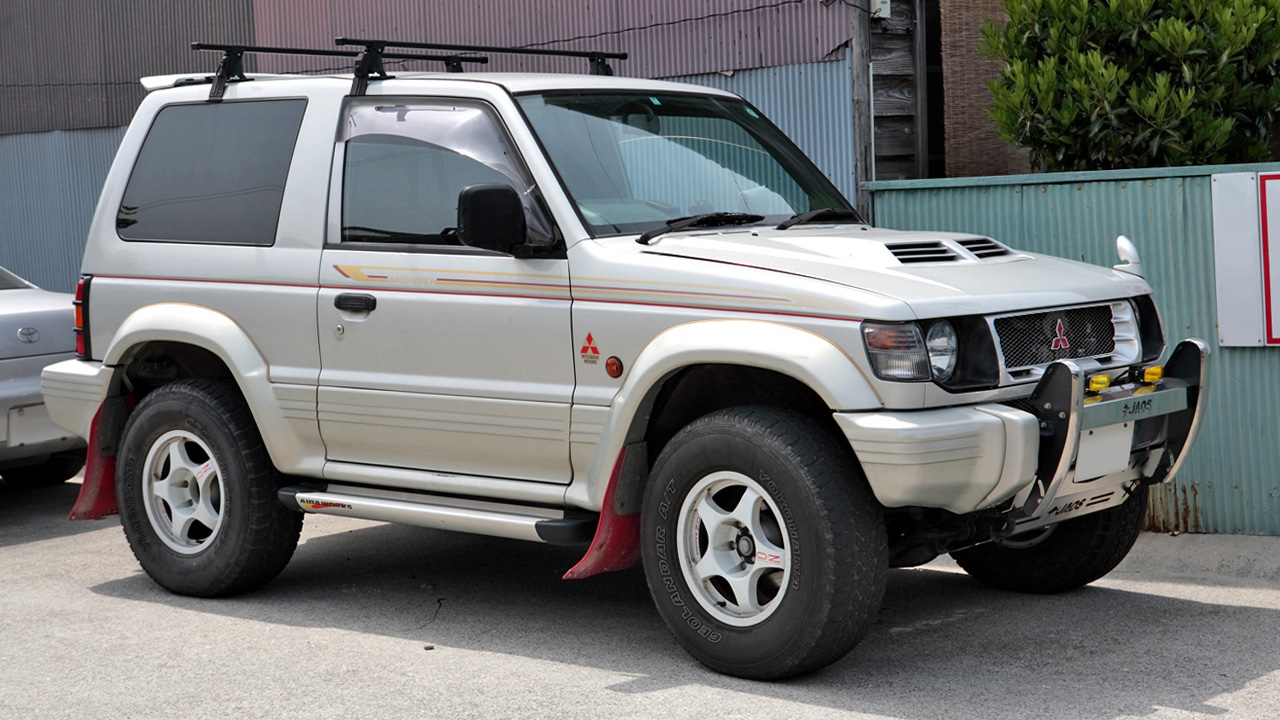
Mitsubishi Pajero II 3дв. (1991—1997)

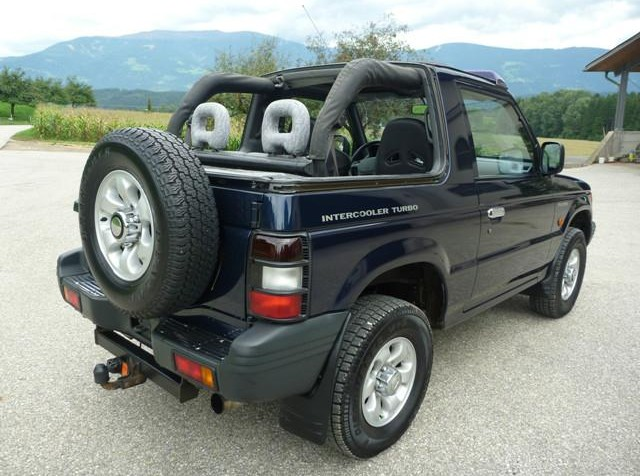
Mitsubishi Pajero II кабріо (1991—1997)

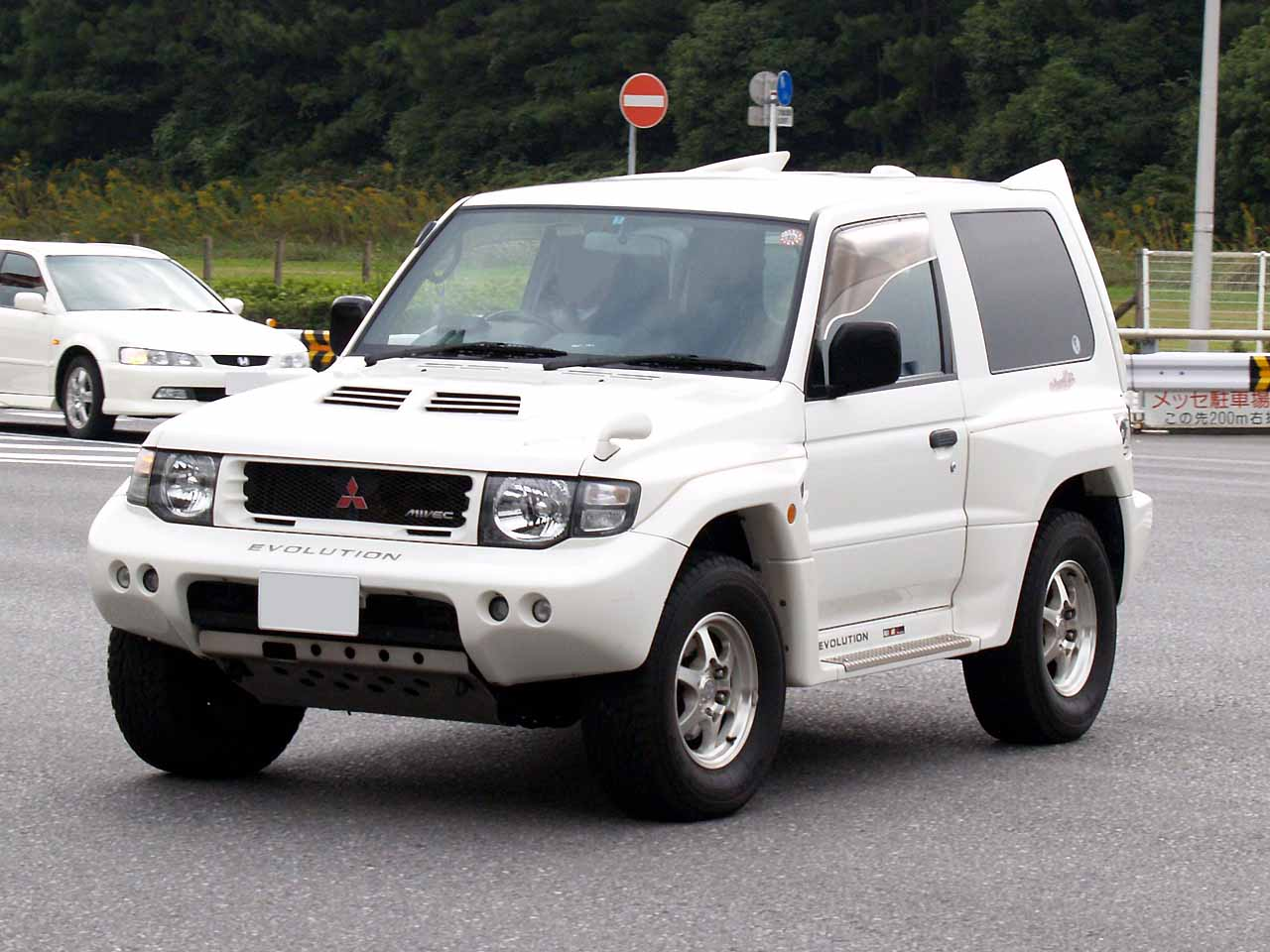
Mitsubishi Pajero Evolution

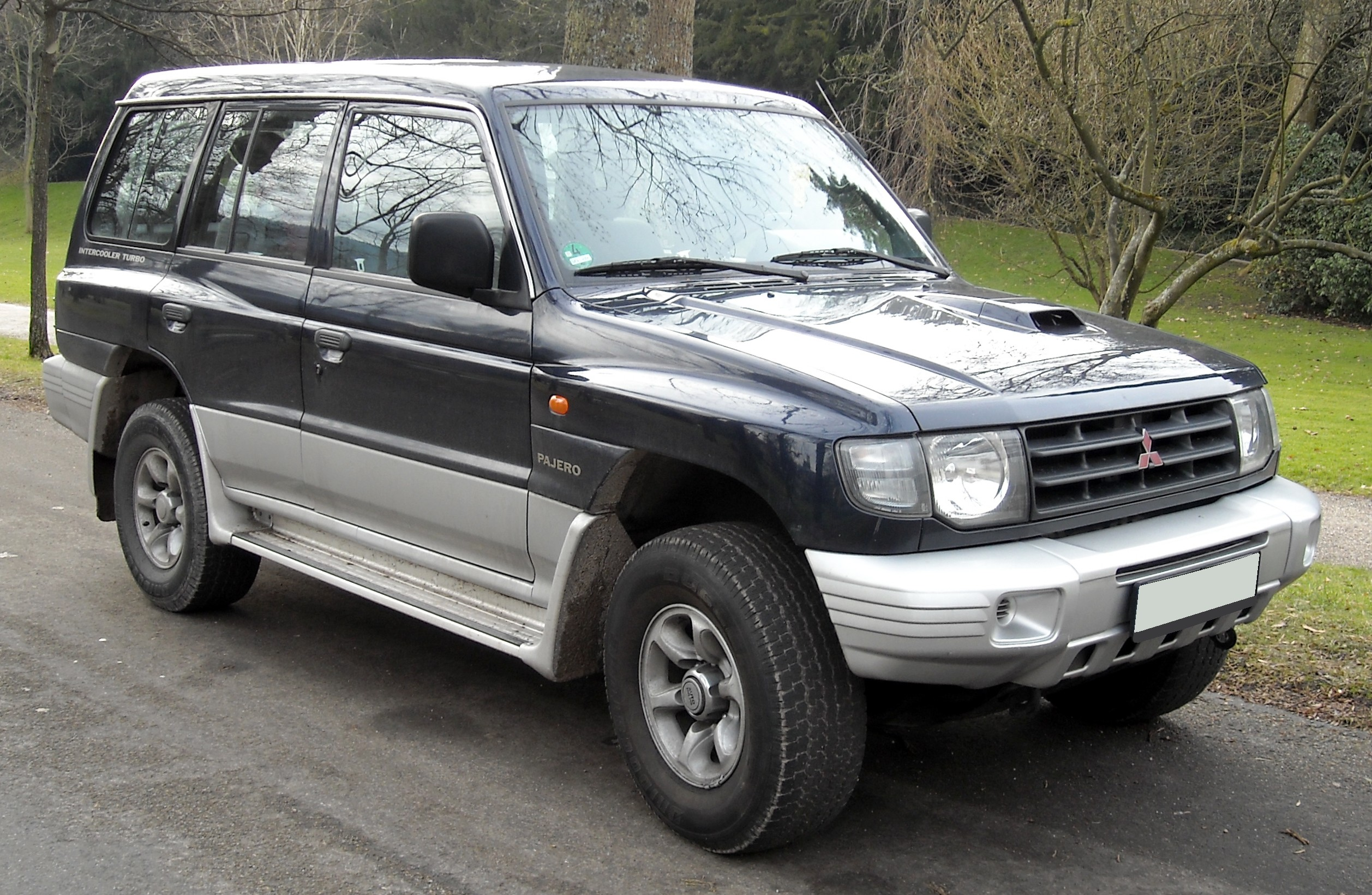
Mitsubishi Pajero II 5дв. (1997—1999)

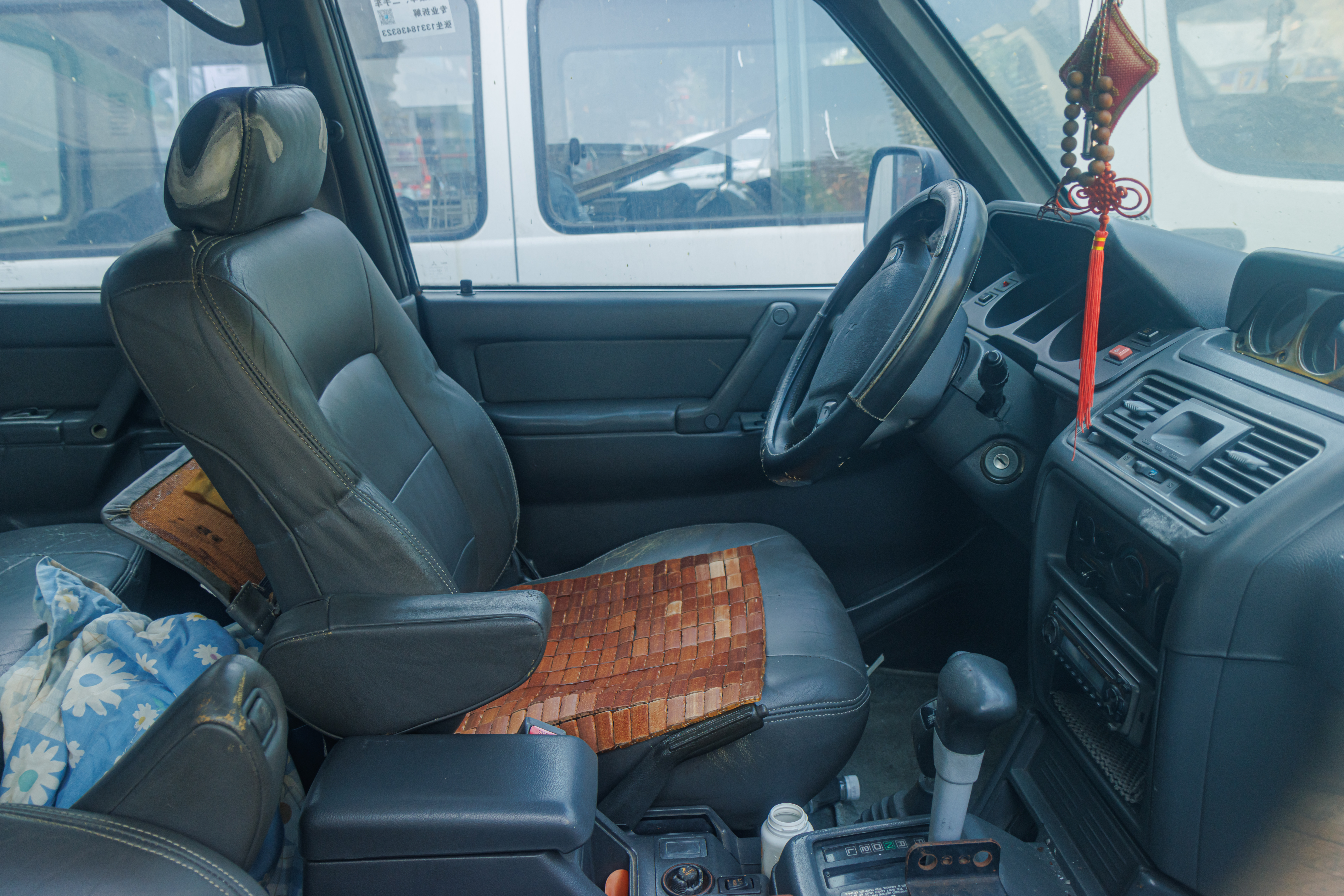

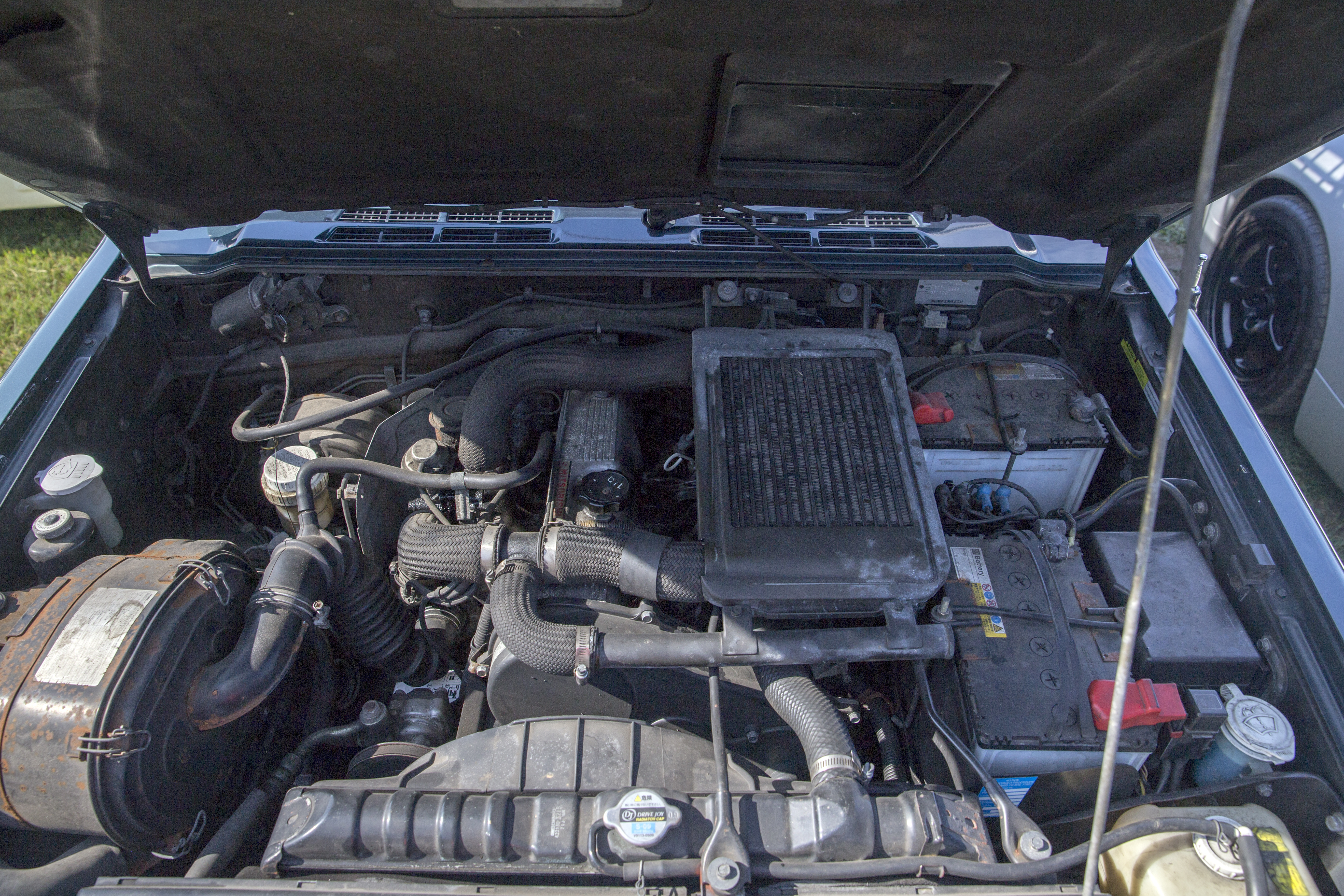
Mitsubishi 2.5TD 4D56

У 1991 році почався випуск другого покоління Pajero, на ньому вперше з'явилася трансмісія Super Select 4WD, яка дозволяє пересуватися на повному приводі по сухих покриттях за рахунок наявності міжосьового диференціала. Встановлювалося два двигуни — бензиновий (6G72 — 3.0 л) і дизельний (4D56 — 2.5 л). У п'ятидверній версії з'явився третій ряд сидінь, а кузов з м'яким дахом обзавівся електроприводом. На другому поколінні існувала комплектація з регульованими амортизаторами з салону автомобіля, а так само з гідросистемою зміни кліренсу.
Поряд з комфортабельними Pajero, випускався і комерційний варіант — з двигунами від першого покоління (бензиновий 4G54 і дизельний 4D56), трансмісією Part-Time (відключається передній міст без міжосьового диференціала), ресорною підвіскою задніх коліс і менш комфортабельним салоном.
У 1993 році з'явилися нові двигуни: бензиновий (6G74 — 3.5 л) з двома верхніми розподільними валами і дизельний (4M40 — 2.8 л) з інтеркулером і ланцюговим приводом ГРМ. У тому ж році відбулася модернізація бензинового двигуна 6G72, він отримав по 4 клапани на циліндр.
Як і попередник, автомобіль мав лонжеронну раму. Передня підвіска пружинна на подвійних поперечних важелях і поздовжніх торсіонах, задня залишилася залежною, але отримала пружини замість архаїчних ресор. Трансмісія Super-Select 4WD дозволяє вибирати між заднім і повним приводом, включати знижуючий ряд передач і блокування центрального диференціала. Більшість машин комплектувалися блокуванням диференціала задньої осі, що перемикається з салону, деякі машини додатково комплектувалися АБС.
1997 рік — проведений рестайлинг другого покоління, змінився лише зовнішній дизайн.
У 1998 році у виробництво вийшла змінена для ралі-рейдів і в той же час «цивільна» версія Pajero — Pajero Evolution з двигуном 6G74 обсягом 3.5 л із системою MIVEC (змінювані фази газорозподілу), потужність — 288 к.с. та передньою і задньою незалежними підвісками. Існував варіант з автоматичною коробкою перемикання передач з можливістю ручного перемикання передач INVECS II. Нова трансмісія, названа творцями Super-Select 4WD-II. На задній осі встановлений диференціал підвищеного тертя.
Виробництво Pajero II У Японії було закінчено в 1999 році, вже за традицією після закінчення виробництва ліцензія була продана китайській компанії CHANG FENG MOTOR, яка виробляє цю модель досі під брендом Liebao Leopard. Крім того, на філіппінській філії MMC за технологією CKD з японських комплектуючих продовжували збирати Pajero II для місцевого ринку та деяких країн АСЕАН.
З 2002 року зростаючий попит у Європі на цю модель, доступнішу в порівнянні з Pajero третього покоління, спонукав керівництво Mitsubishi Motors відновити випуск в Японії Pajero II для продажу в країни ЄС під назвою Pajero Classic. Це версія зразка 1997 модельного року з короткобазним 3-дверним або довгобазим 5-дверним кузовом, оснащена віхрекамерним дизелем 4D56 з турбонадувом, що розвиває 115 к.с. і 240 Нм і агрегатований з 5-ступінчастою механічною повнопривідною трансмісією Super Select і заднім диференціалом Torsen з двома ступенями блокування. Pajero Classic продається тільки в одній комплектації, що включає центральний замок, систему клімат-контролю, іммобілайзер, обігрів дзеркал і вітрового скла, електронні системи ABS і EBD в приводі гальм. У перелік замовного обладнання входять люк з електроприводом, додатковий блок приладів у верхній частині панелі (манометр тиску масла, креномер і компас з вбудованим датчиком температури повітря за бортом), обробку салону натуральною шкірою.

### Двигуни
| Модель    | Тип двигуна | Циліндри | Об'єм    | Клапани/ГРМ | Потужність при об/хв     | Крутний момент при об/хв | Роки випуску |
| --------- | ----------- | -------- | -------- | ----------- | ------------------------ | ------------------------ | ------------ |
| Бензинові |             |          |          |             |                          |                          |              |
| 2,4 8V    | 4G64        | Р4       | 2350 см³ | 8/SOHC      | 145 к.с. (106 кВт)/5500  | 206 Нм/2750              | 1991-1999    |
| 2,6 8V    | 4G54        | Р4       | 2555 см³ | 8/SOHC      | 103 к.с. (75,5 кВт)/5000 | 198 Нм/2300              | 1991-1999    |
| 3,0 12V   | 6G72        | V6       | 2972 см³ | 12/SOHC     | 151 к.с. (111 кВт)/5000  | 174 Нм/4000              | 1991-1993    |
| 3,0 24V   | 6G72        | V6       | 2972 см³ | 24/SOHC     | 177 к.с. (130 кВт)/5500  | 183 Нм/4500              | 1993-1997    |
| 3,0 24V   | 6G72        | V6       | 2972 см³ | 24/SOHC     | 173 к.с. (127 кВт)/5500  | 188 Нм/4500              | 1997-1999    |
| 3,5 24V   | 6G74 SOHC   | V6       | 2972 см³ | 24/SOHC     | 194 к.с. (143 кВт)/5500  | 324 Нм/3000              | 1997-1999    |
| 3,5 24V   | 6G74 DOHC   | V6       | 2972 см³ | 24/DOHC     | 208 к.с. (153 кВт)/5500  | 313 Нм/3000              | 1993-1997    |
| Дизельні  |             |          |          |             |                          |                          |              |
| 2,5 TD    | 4D56        | Р4       | 2476 см³ | 8/SOHC      | 105 к.с. (77 кВт)/4200   | 240 Нм/2000              | 1991-1999    |
| 2,8 TD    | 4M40        | Р4       | 2835 см³ | 8/SOHC      | 140 к.с. (103 кВт)/4000  | 314 Нм/2000              | 1993-1999    |

## Mitsubishi Pajero III (V60) (1999—2006)

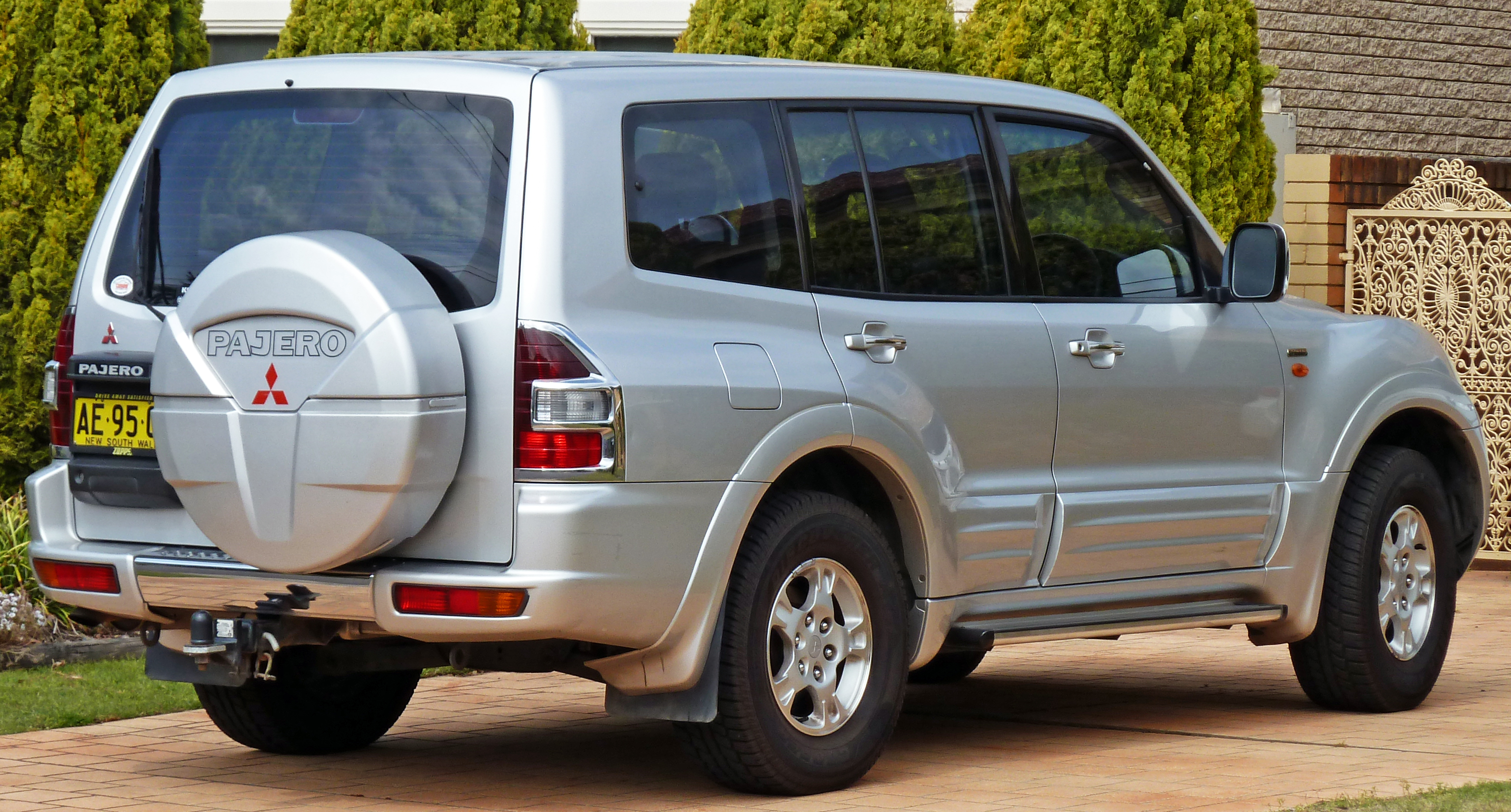
Mitsubishi Pajero III 5дв. (1999—2003)

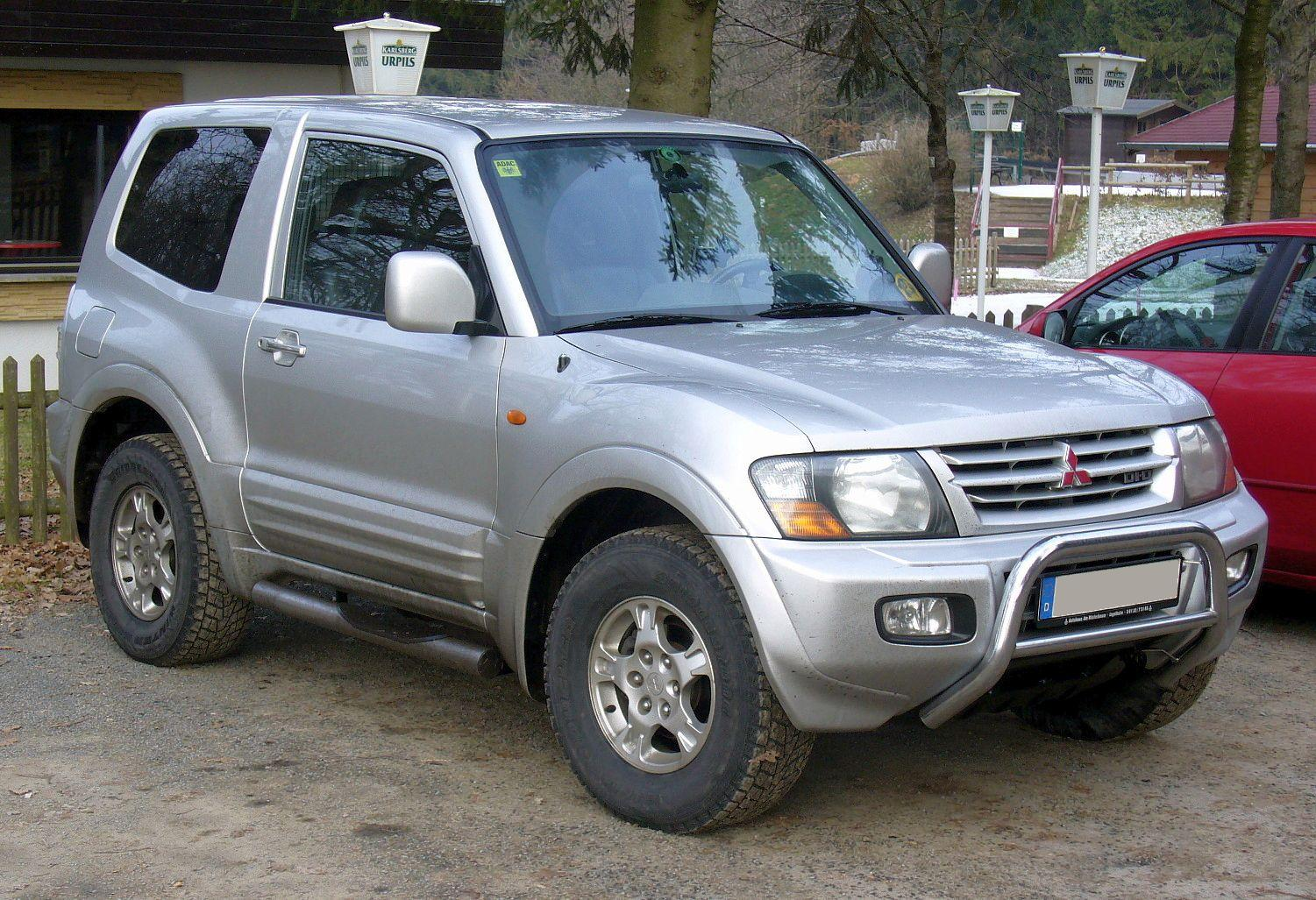
Mitsubishi Pajero III 3дв. (1999—2003)

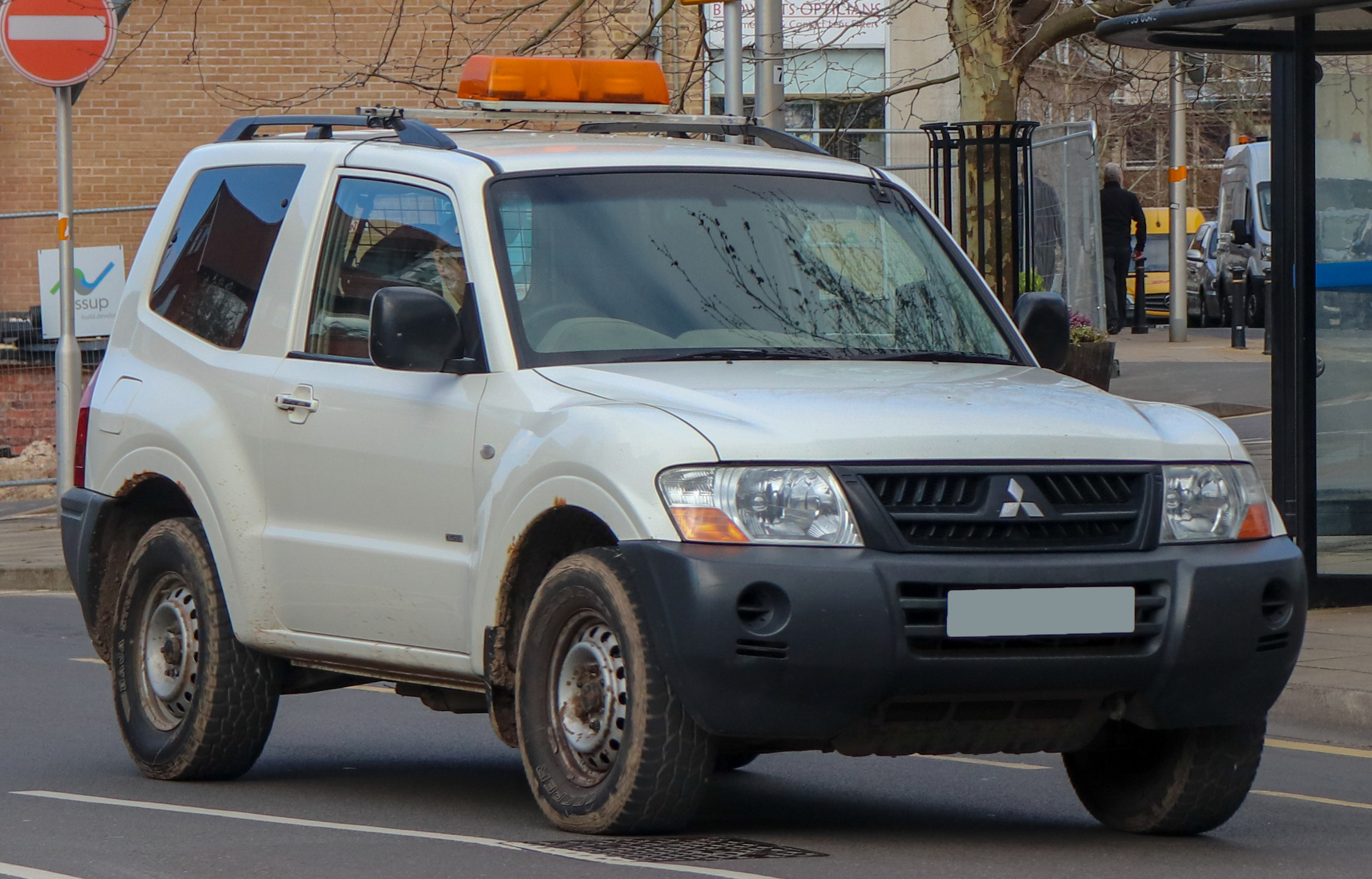
Mitsubishi Pajero III 3дв. (2003—2006)

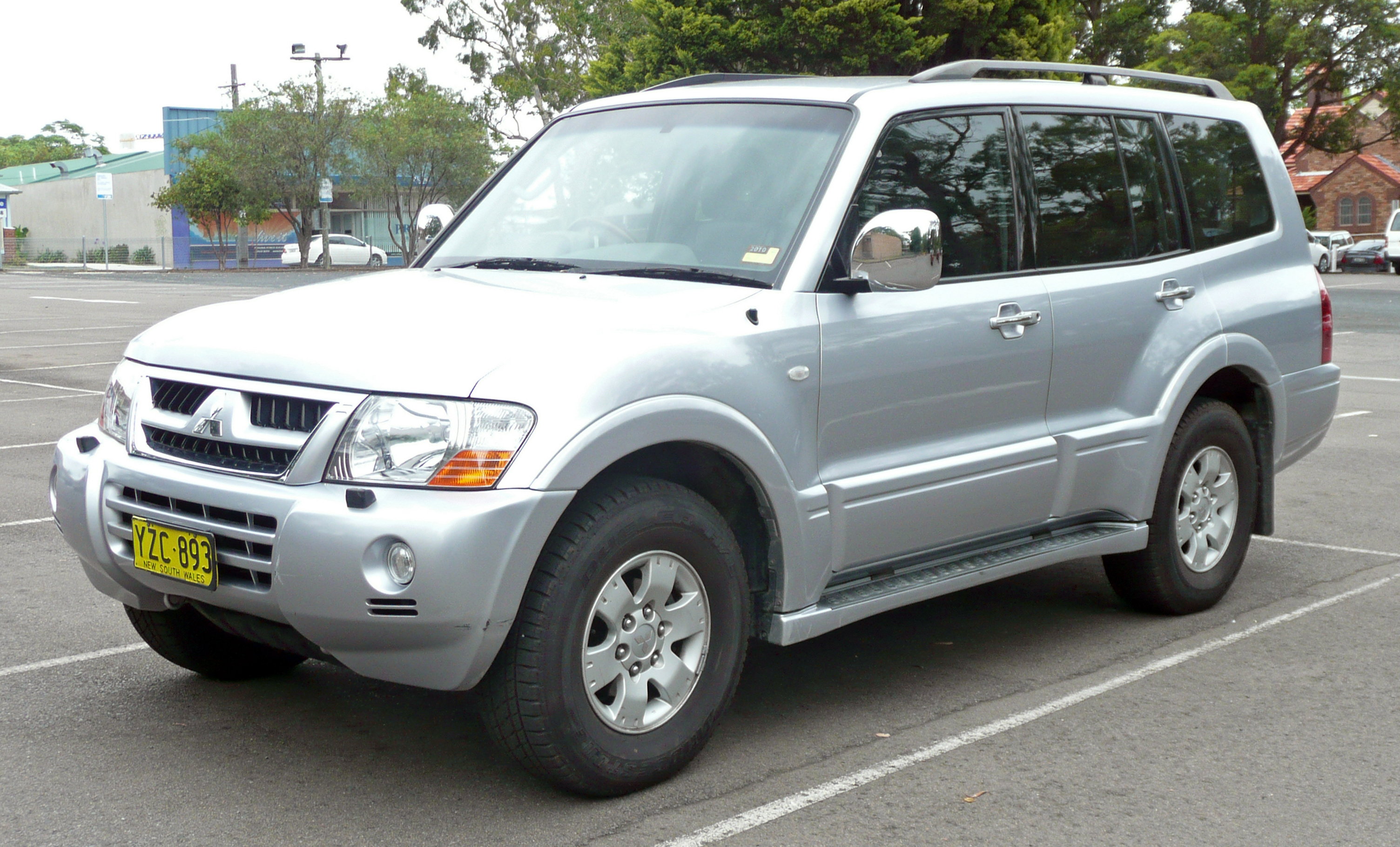
Mitsubishi Pajero III 5дв. (2003—2006)

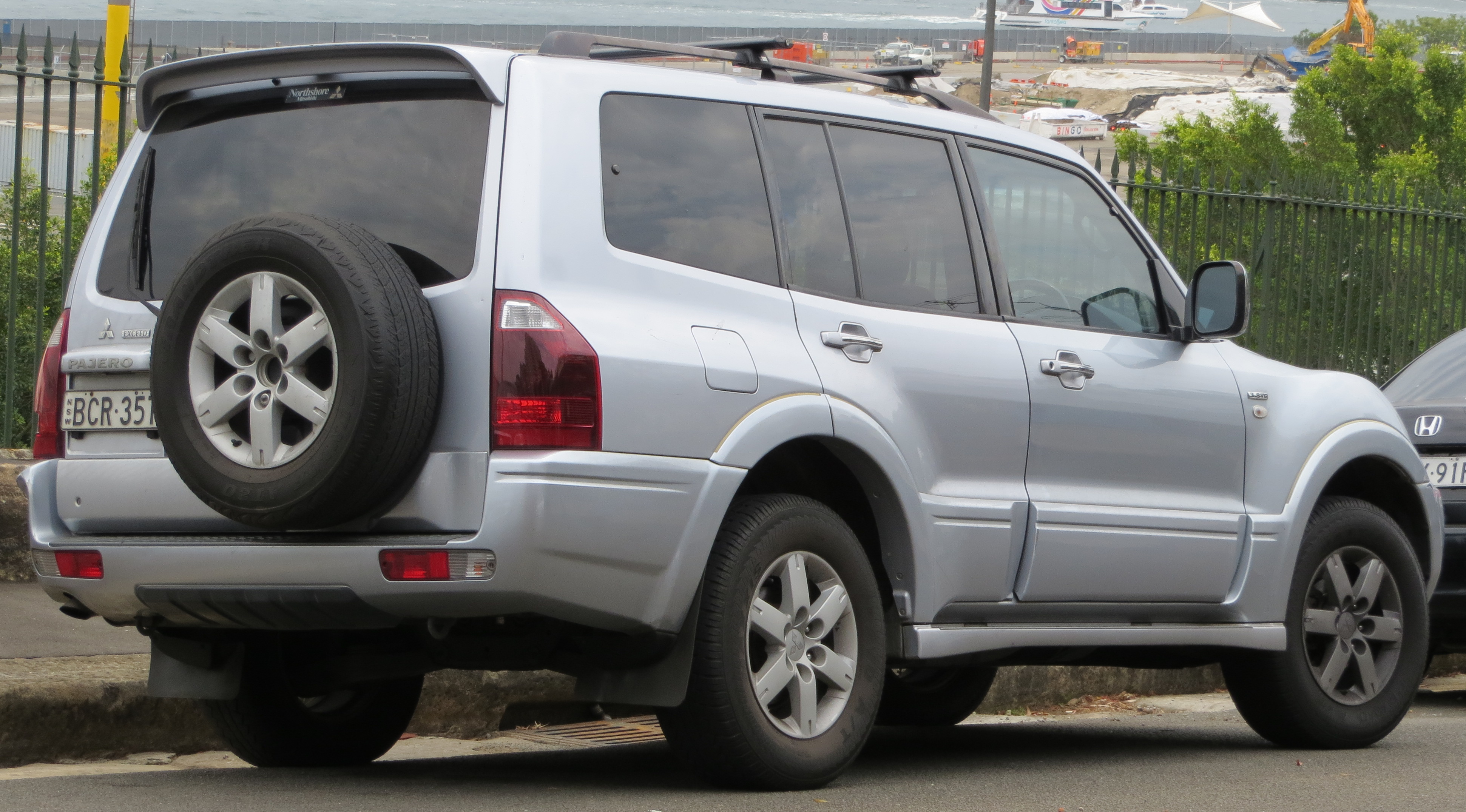
Mitsubishi Pajero III 5дв. (2003—2006)

Третє покоління, що вийшло у 1999 році, його відрізняв революційний, але спірний дизайн для джипів тих часів, в минуле канули задній міст і торсіонна підвіска. Рама стала інтегрованою в кузов, що дозволило збільшити кліренс на 30 мм і на 50 мм опустити центр ваги. Машина стала більш легкою в управлінні так само за рахунок незалежної пружинної підвіски всіх чотирьох коліс і рейкового рульового механізму. Трансмісія Super Select II отримала міжосьовий диференціал з електронним управлінням, що дозволяє автоматично перерозподіляти крутний момент між передніми і задніми колесами в діапазоні від 33:67 до 50:50%, важіль на тунелі не більше ніж стилізована кнопка, так як всі перемикання відбуваються електронно.
Найбільш спірний момент у третього покоління був бензиновий (6G74 — 3.5 л) двигун з системою безпосереднього вприскування GDI. Насос високого тиску дуже примхливий до якості палива, при цьому в США поставлялася версія з двигуном 6G75 — 3.8 л без складних систем упорскування. Дизельний (4M41 — 3.2 л) двигун з системою прямого уприскування DI-D. З'явилася адаптивна п'ятиступінчаста автоматична коробка передач з можливістю ручного перемикання — INVECS II. Автомобіль для японського ринку комплектувався ксеноновими фарами, камерою заднього ходу і навігаційною системою. Кузови на вибір 5-ти і 3-х дверні, версії з м'яким дахом не було. Третій ряд сидінь забирався в нішу в підлозі.
Кузов Pajero, створений за технологією Mitsubishi RISE, забезпечить надійний захист для водія і всіх пасажирів при ударі. Передні і задні зони запрограмованої деформації розсіюють енергію удару, а дуже жорсткий несучий кузов з потужною інтегрованою рамою і брусами безпеки в дверях утворюють силовий каркас безпеки, що захищає людей в салоні в будь-яких ситуаціях. Система безпеки доповнена 3-точковими ременями безпеки з преднатяжителями, фронтальними і бічними надувними подушками безпеки для водія і переднього пасажира.
У 2003 році представлений рейстайлінговий Mitsubishi Pajero третього покоління. З технічної точки зору оновлена версія нічим не відрізняється від свого попередника. Зміни торкнулися лише його зовнішнього вигляду та інтер'єру.
Завдяки круглим протитуманним фарам і новій формі бампера, модернізований Pajero вийшов більш підтягнутим. Зміни торкнулися і решітки радіатора: її широку хромовану окантовку і фірмову емблему червоного кольору змінила тонка і акуратна «окантовка» з хромованим значком. Колісні диски оновленого позашляховика — 6, а не 5-спиць, як у попередника.

### Двигуни
| Модель      | Тип двигуна | Циліндри | Об'єм    | Клапани/ГРМ | Потужність при об/хв    | Крутний момент при об/хв | Роки випуску |
| ----------- | ----------- | -------- | -------- | ----------- | ----------------------- | ------------------------ | ------------ |
| Бензинові   |             |          |          |             |                         |                          |              |
| 3,0 24V     | 6G72        | V6       | 2972 см³ | 24/SOHC     | 173 к.с. (127 кВт)/5500 | 188 Нм/4500              | 1999-2006    |
| 3,5 24V GDI | 6G74        | V6       | 2972 см³ | 24/DOHC     | 208 к.с. (153 кВт)/5500 | 324 Нм/3000              | 1999-2006    |
| 3,8 24V     | 6G75        | V6       | 3828 см³ | 24/DOHC     | 231 к.с. (170 кВт)/5500 | 339 Нм/3000              | 1999-2006    |
| Дизельні    |             |          |          |             |                         |                          |              |
| 2,5 TD      | 4D56        | Р4       | 2476 см³ | 8/SOHC      | 105 к.с. (77 кВт)/4200  | 240 Нм/2000              | 1999-2006    |
| 2,8 TD      | 4M40        | Р4       | 2835 см³ | 8/SOHC      | 140 к.с. (103 кВт)/4000 | 314 Нм/2000              | 1999-2006    |
| 3,2 DI-D    | 4M41        | Р4       | 3200 см³ | 16/SOHC     | 165 к.с. (121 кВт)/4000 | 373 Нм/2000              | 1999-2003    |
| 3,2 DI-D    | 4M41        | Р4       | 3200 см³ | 16/SOHC     | 160 к.с. (118 кВт)/4000 | 373 Нм/2000              | 2003-2006    |

## Mitsubishi Pajero IV (V80) (2006—2021)

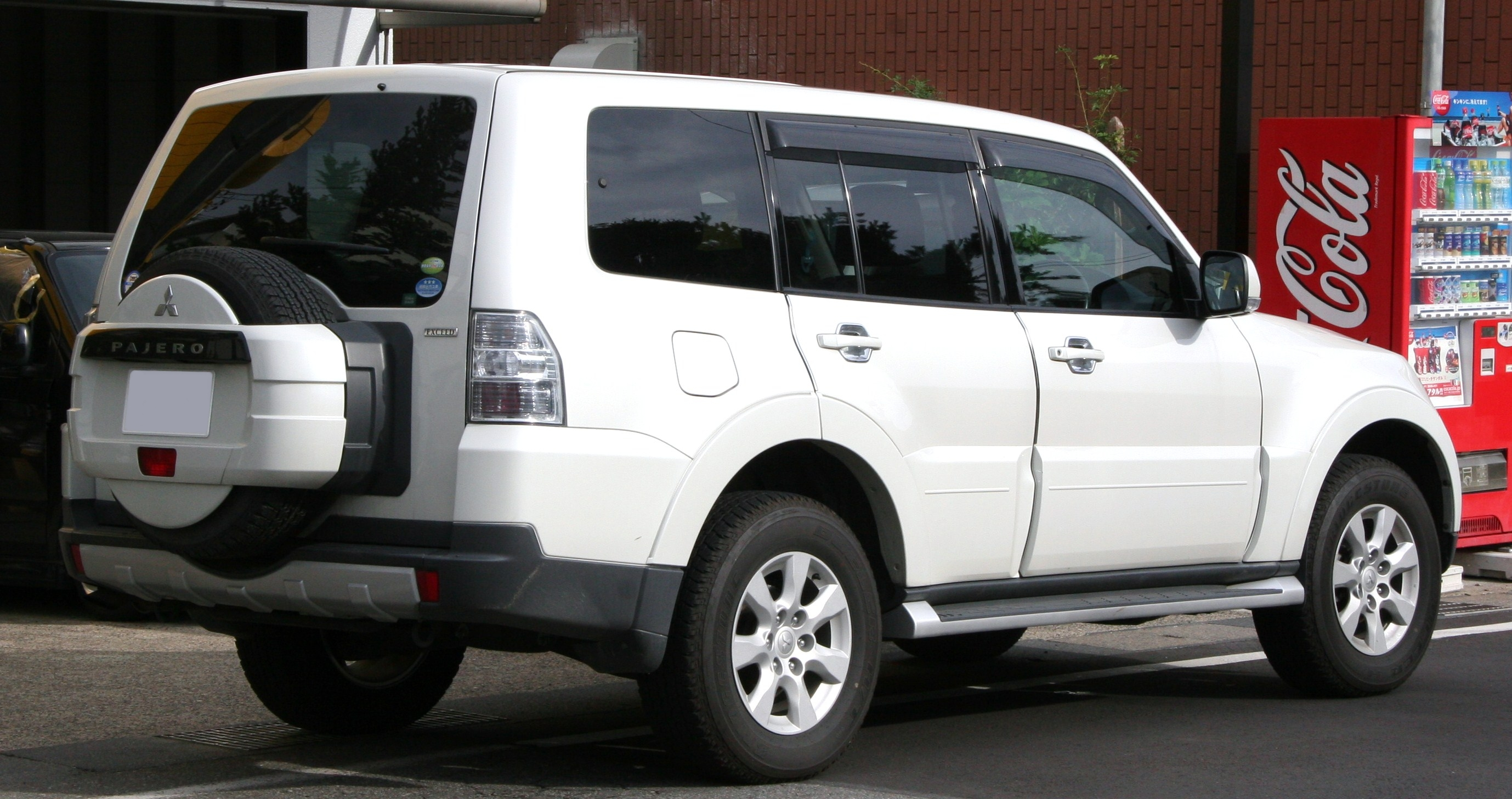
Mitsubishi Pajero IV 5дв. (2006—2012)

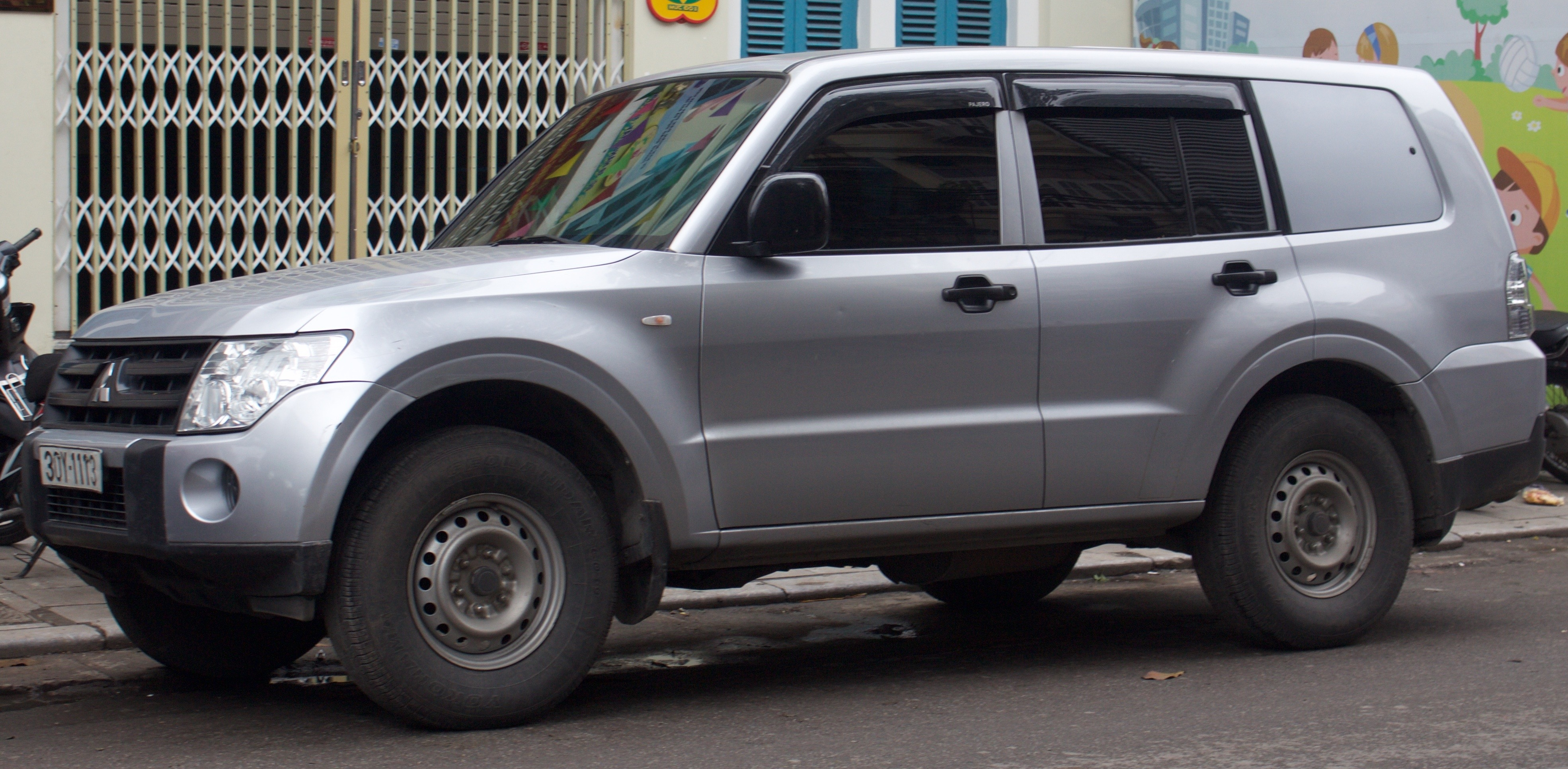
Фургон Mitsubishi Pajero IV

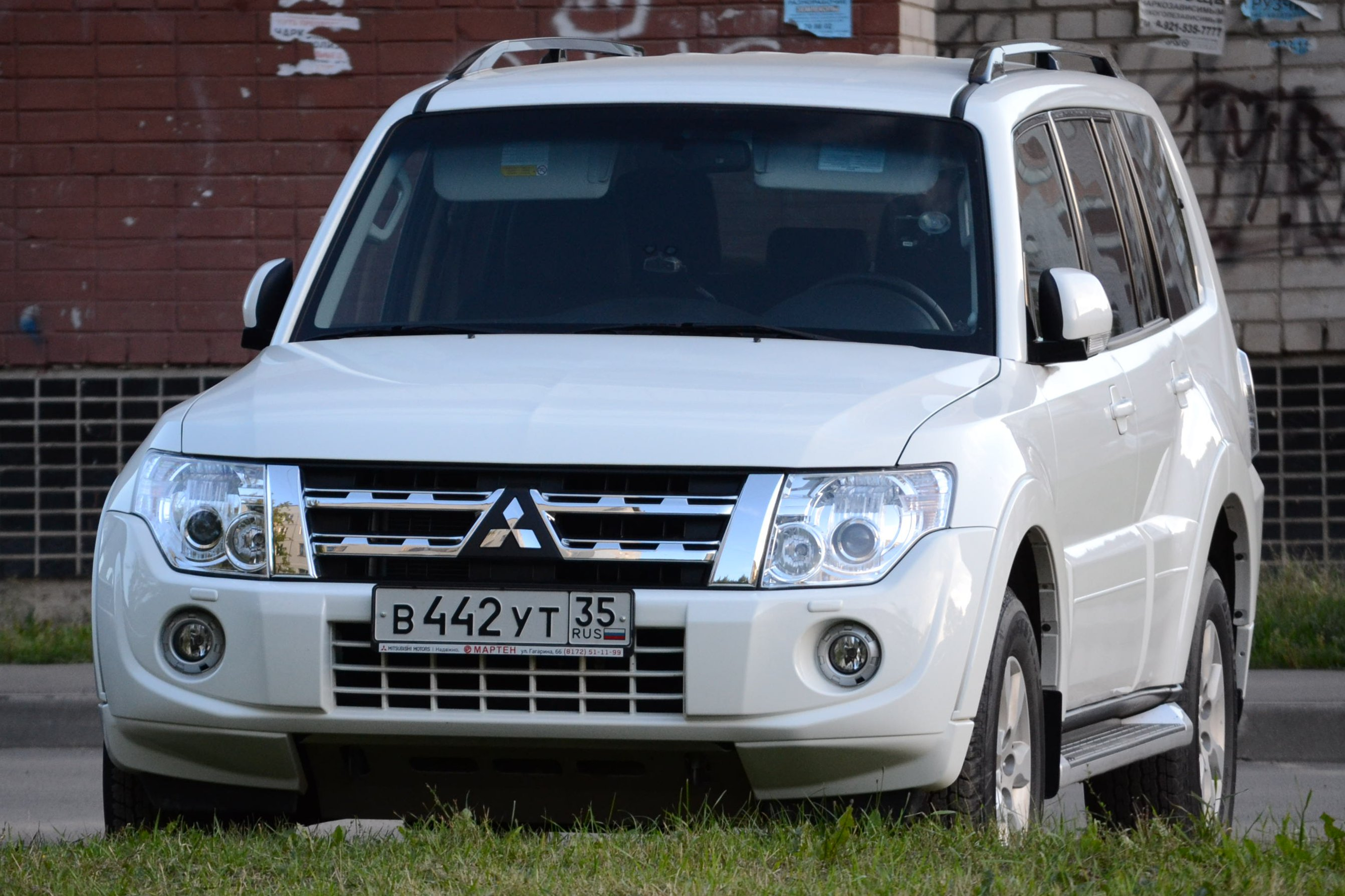
Mitsubishi Pajero IV 5дв. (2012—2014)

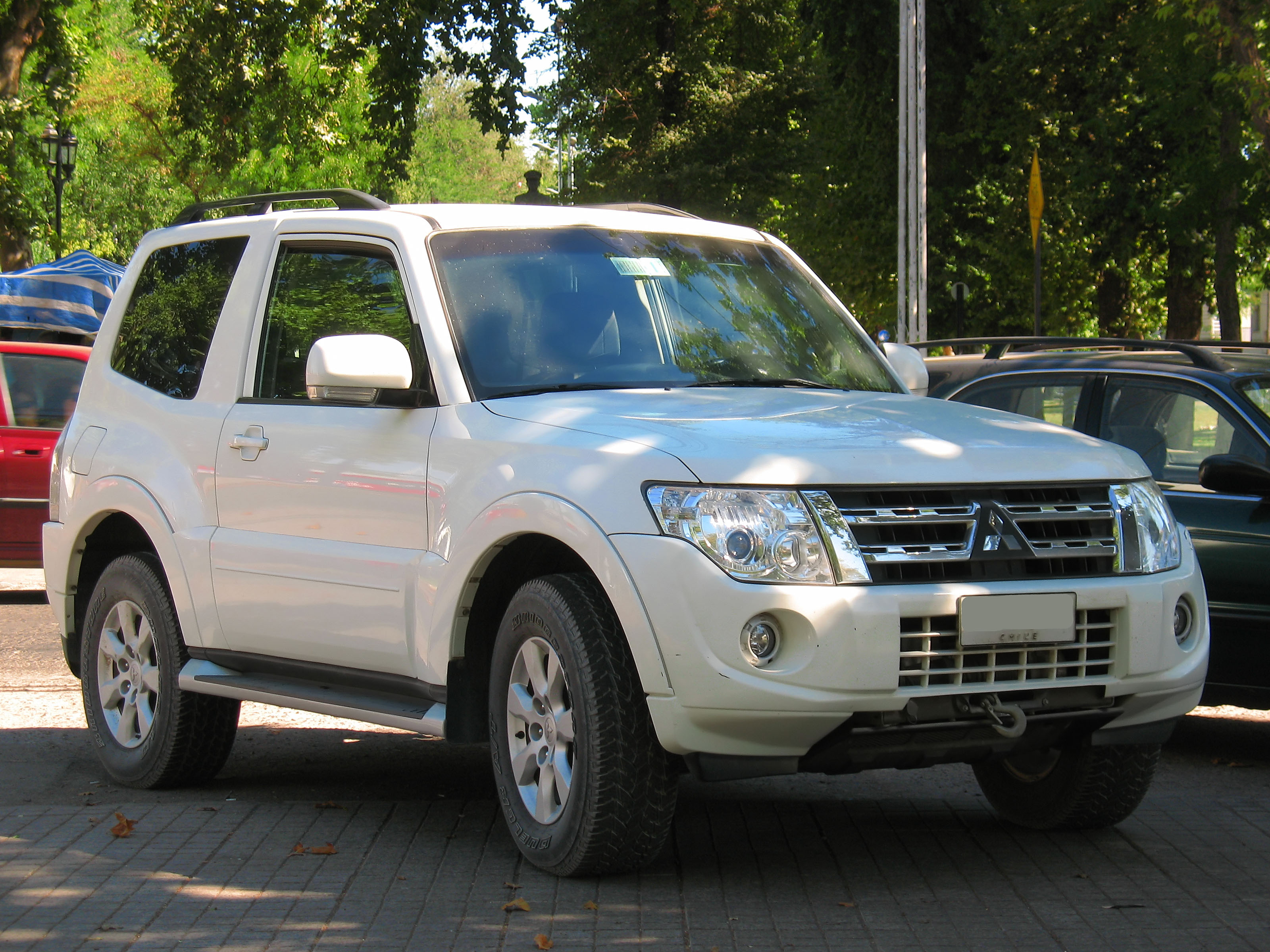
Mitsubishi Pajero IV 3дв. (2012—2014)

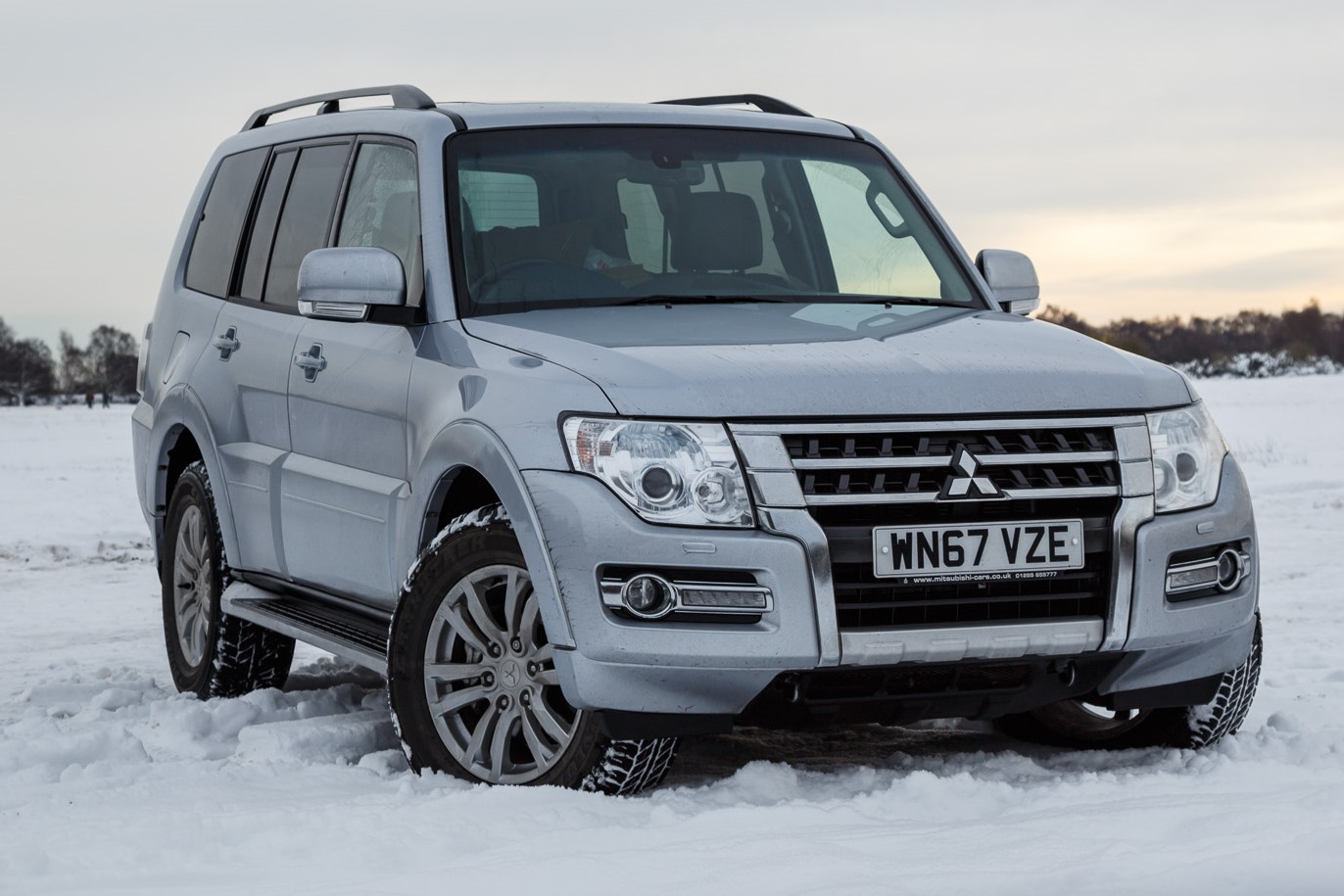
Mitsubishi Pajero IV 5дв. (2014—2021)

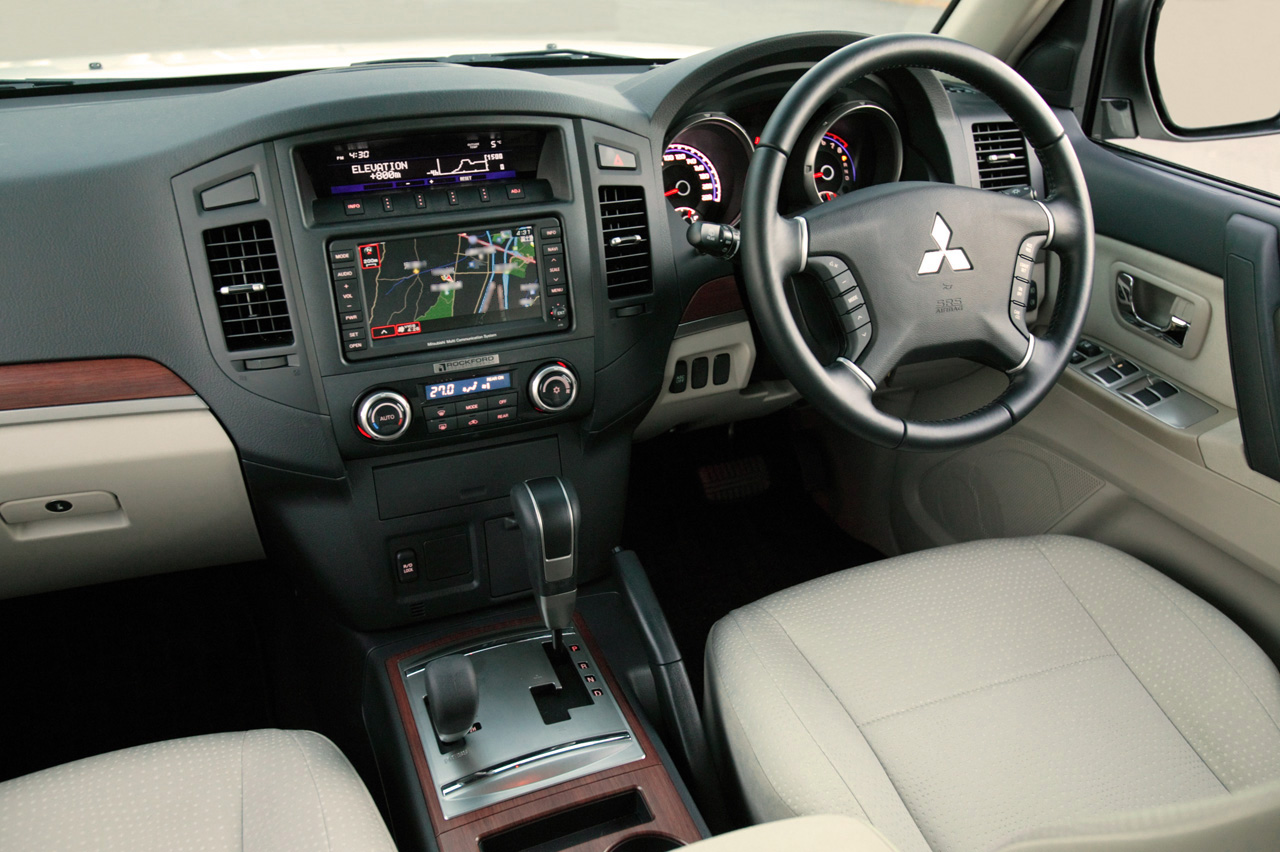
Салон Mitsubishi Pajero IV

При появі 4-го покоління в 2006 році багато фахівців сперечалися — це нова модель чи глибокий рестайлінг 3-го покоління. Зовні автомобілі досить схожі один на одного, салони, не вважаючи передньої панелі, повністю ідентичні. Передня і задня частина відрізняються сильно, а от середня частина кузова залишилася колишньою. Зовнішній дизайн став більш схожий на друге покоління.
Зміни в несучій структурі кузова можна перелічити на пальцях: додатковий поперечний силовий елемент під заднім сидінням, інший вигин підсилювача під передньою панеллю, збільшене число точок зварювання на стику моторного щита і лонжеронів, зміщене до центру і вниз кріплення запасного колеса. Так, ще алюмінієвий капот. Новий кузов став жорсткішим на кручення, як наслідок покращилася керованість на асфальті.
Салон був істотно перероблений. Інтер'єр став більш сучасний і модний. Нова приладова панель. У центрі нової консолі з'явився великий кольоровий дисплей. При цьому взаємне розташування органів управління не змінилося. Матеріали обробки стали краще. М'який пластик по колу. Бублик — багатофункціональна. Рульова колонка регулюється тільки по куту нахилу. Сидіння першого і другого рядів зручні. Водійське крісло в версії з електроприводом оснащено п'ятьма регулюваннями, в тому числі і жорсткості поперекового підпору. Ще помітно покращилася задня оглядовість: запасне колесо опустили на 50 мм. Багажник зі складеними сидіннями третього ряду просто величезний.
З'явився новий бензиновий (6G76 — 3.8 л) двигун з системою зміни фаз газорозподілу — MIVEC, дизель ставиться той же, що і на попередню модель, — 4M41 — 3.2 л. Механічний ТНВД на який було багато нарікань замінили на сучасний Common Rail, який здобув славу мотора «міліонника» і є найбажанішим мотором у всій лінійці, як по своїй надійності, екомності витрати палива, так і по динамічним характеристикам. Обидва двигуни відповідають нормам Євро-4, але бензиновий варіант має проблеми з колінвалом, який нерідко виходить з ладу.
Ходова частина бензинової версії 3.0 відрізняється слабшою тормозною системою та 4-х ступеневою трансмісією.
Трансмісія Advanced Super Select II 4WD, АКПП INVECS II Sport Mode, настроюються під стиль їзди водія. Вона як і раніше пропонує чотири режими — задній привід, повний привід, повний із заблокованим міжосьовим диференціалом на підвищеному ряду і той же — на зниженому.
Крім посиленого кузова у Pajero IV з'явилися надувні «фіранки» для захисту голови. У стандартному оснащенні шість подушок, причому фронтальні — двоступеневі.
Для 2010 модельного року на деяких ринках Pajero отримав акустичну саундсистему Rockfor та два внутрішні колірні варіанти, чорний і бежевий.
У 2012 році ця модель була модернізована, поліпшено монокок кузова і підвіску.
В Mitsubishi Pajero четвертого покоління велике і зручне заднє сидіння (розділене в співвідношенні 60/40), на якому з комфортом можуть розміститися 3 дорослих людини середньої комплекції. Сидіння в третьому ряду підходить тільки для дітей. Салон Мітсубісі Паджеро оснащений сучасним обладнанням, таким як: система клімат-контролю, можливість підключення телефону через Bluetooth з голосовим управлінням, 7-дюймовий сенсорний екран. Підключення смартфонів до інтерактивної медіа-системи, також, може здійснюватися за допомогою USB-кабелю і програм Android Auto або Apple Carplay. Клімат-контроль і кондиціонер (з можливістю вказати необхідну температуру) мають окреме управління в задній частині автомобіля. Мітсубісі Паджеро обладнаний вдосконаленими системами безпеки, серед яких: електронна система стабілізації, яка допомагає запобігти виходу автомобіля з-під контролю під час заносу (дана система є обов'язковою для всіх легкових автомобілів) і противобуксовочна система, яка допомагає автомобілю продовжувати рух на слизьких поверхнях, що особливо корисно для позашляховиків. Також, по салону розміщені шість подушок безпеки: дві фронтальні, дві бічні і дві головні (для захисту водія і пасажирів при бічному зіткненні).
Про потужність позашляховика дбає 3.8-літровий двигун V6 на 215 кінських сил та 336 ньютон-метрів крутного моменту. П'ятиступінчаста коробка передач Sportronic з адаптивним керуванням перемикання передач та режимом механічного перемикання без зчеплення гарантує безперебійну роботу системи. Позашляховик оснащений системою приводу на чотири колеса «ActiveTrac». Витрачає він приблизно 16 л/100 км. До відмітки у 100 км/год розганяється за 10.8 секунд. 

### Двигуни
| Модель    | Тип двигуна | Циліндри | Об'єм    | Клапани/ГРМ | Потужність при об/хв    | Крутний момент при об/хв | Роки випуску |
| --------- | ----------- | -------- | -------- | ----------- | ----------------------- | ------------------------ | ------------ |
| Бензинові |             |          |          |             |                         |                          |              |
| 3,0 24V   | 6G72        | V6       | 2972 см³ | 24/SOHC     | 178 к.с. (130 кВт)/5500 | 188 Нм/4500              | з 2006       |
| 3,8 24V   | 6G75        | V6       | 3828 см³ | 24/DOHC     | 250 к.с. (184 кВт)/5500 | 350 Нм/3000              | з 2006       |
| Дизельні  |             |          |          |             |                         |                          |              |
| 3,2 DI-D  | 4M41        | Р4       | 3200 см³ | 16/SOHC     | 160 к.с. (118 кВт)/4000 | 381 Нм/2000              | 2006-2009    |
| 3,2 DI-D  | 4M41        | Р4       | 3200 см³ | 16/SOHC     | 170 к.с. (125 кВт)/4000 | 373 Нм/2000              | 2006-2009    |
| 3,2 DI-D  | 4M41        | Р4       | 3200 см³ | 16/SOHC     | 200 к.с. (147 кВт)/4000 | 441 Нм/2000              | з 2009       |

## Спортивні досягнення

### Ралі Дакар

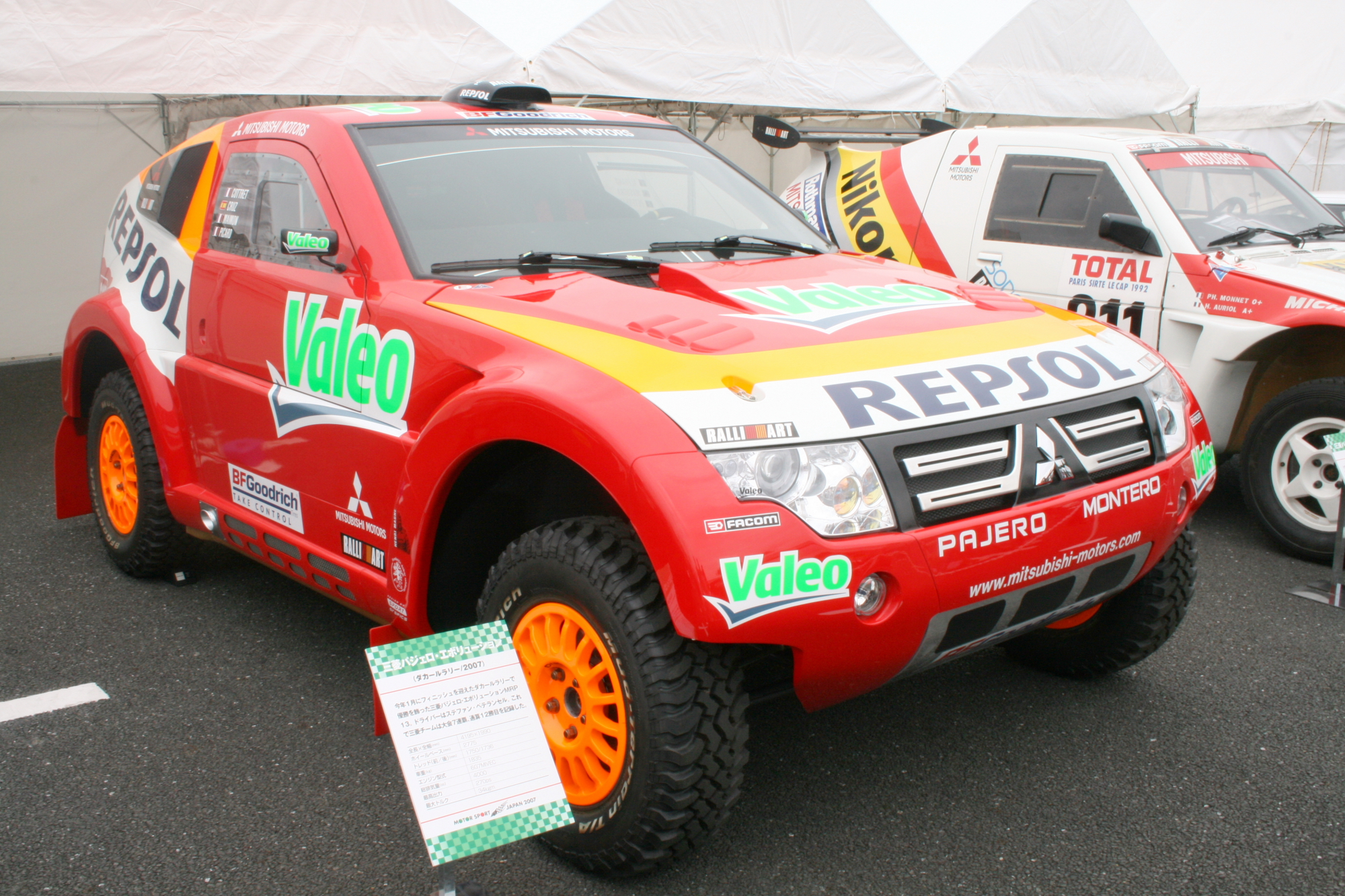
Mitsubishi Pajero для дакару 2007 року

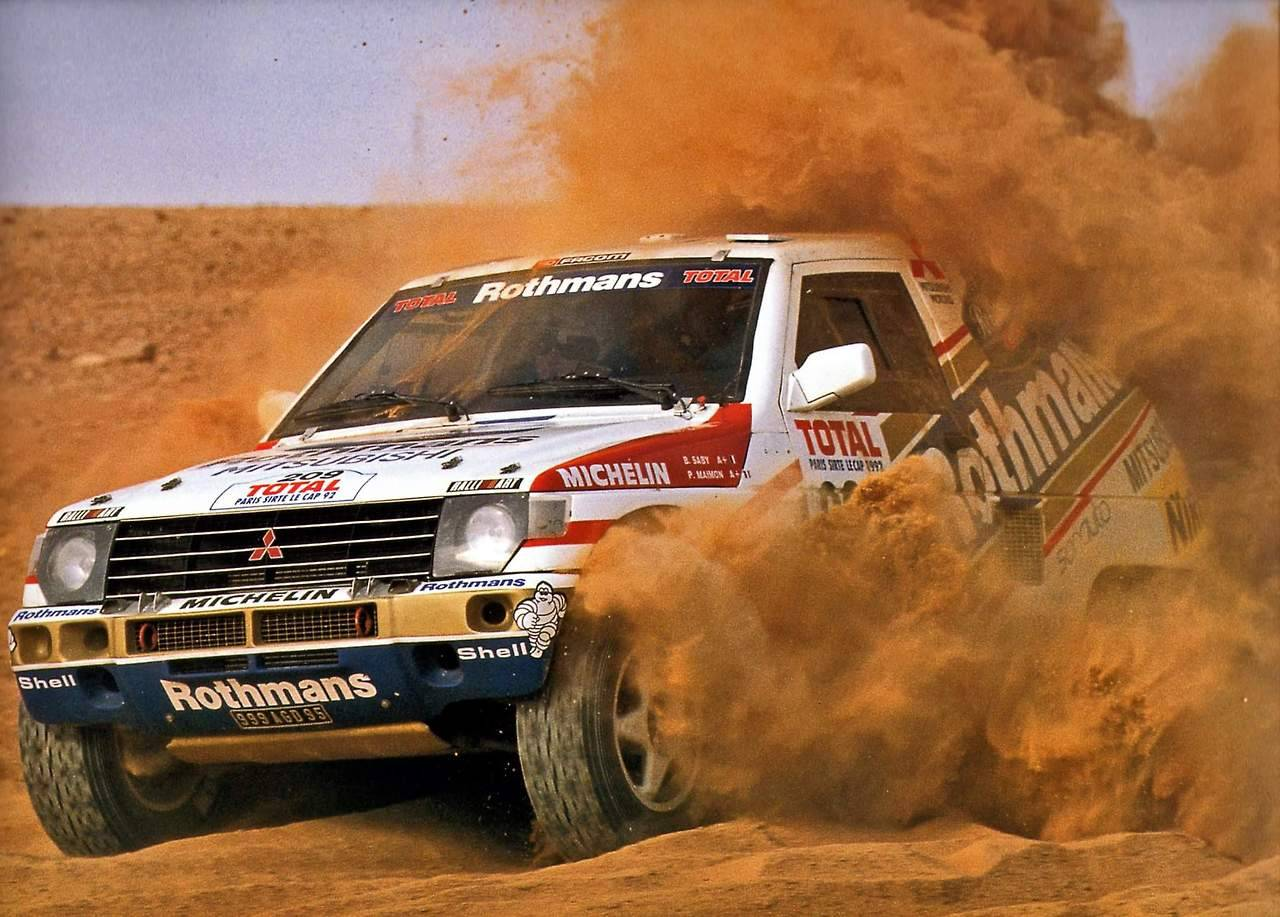
Mitsubishi Pajero для дакару 1992 року

У щорічному трансконтинентальних ралі-марафоні, який проводиться з 1978 року, Mitsubishi 12 разів вигравала Кубок конструкторів (перше місце, на другому — Citroën, Peugeot і Volkswagen — по 4 перемоги кожна).

## Виробництво і продаж
| Рік  | Виробництво | Продажі на внутрішньому ринку | Експортні продажі |
| ---- | ----------- | ----------------------------- | ----------------- |
| 1982 | 14,930      | 8,059                         | 7,023             |
| 1983 | 33,605      | 8,076                         | 25,886            |
| 1984 | 41,422      | 9,176                         | 32,341            |
| 1985 | 59,770      | 11,770                        | 49,249            |
| 1986 | 87,252      | 16,636                        | 70,594            |
| 1987 | 89,456      | 22,170                        | 67,021            |
| 1988 | 107,157     | 25,225                        | 79,699            |
| 1989 | 116,883     | 36,483                        | 82,176            |
| 1990 | 15,730      | 36,061                        | 18,206            |
| 1991 | 144,988     | 64,381                        | 80,882            |
| 1992 | 174,708     | 83,685                        | 89,835            |
| 1993 | 158,922     | 67,899                        | 88,788            |
| 1994 | 161,238     | 54,329                        | 106,570           |
| 1995 | 152,102     | 44,933                        | 110,365           |
| 1996 | 128,593     | 28,851                        | 99,200            |
| 1997 | 136,941     | 26,181                        | 111,144           |
| 1998 | 95,675      | 9,412                         | 90,416            |
| 1999 | 90,524      | 20,189                        | 65,212            |
| 2000 | 13,315      | 12,701                        | 12,198            |
| 2001 | 91,700      | 6,725                         | 85,324            |
| 2002 | 112,161     | 5,681                         | 106,376           |
| 2003 | 90,929      | 6,035                         | 85,863            |
| 2004 | 79,152      | 4,196                         | 74,347            |
| 2005 | 69,142      | 2,781                         | 66,773            |
| 2006 | 75,933      | 6,025                         | 68,563            |
| 2007 | 112,103     | 3,818                         | 108,982           |
| 2008 | 57,903      | 2,738                         | 58,000            |
| 2009 | 48,055      | 2,198                         | 44,896            |
| 2010 | 66,569      | 2,948                         | 64,207            |
| 2011 | 61,603      | 3,209                         | 58,842            |
| 2012 | 39,759      | 2,029                         | 38,300            |
| 2013 | 55,066      | 2,213                         | 52,199            |
| 2014 | 54,267      | 2,948                         | 52,548            |
| 2015 | 53,393      | 1,665                         | 51,340            |
| 2016 | 45,406      | 1,062                         | 44,030            |
| 2017 | 36,142      | 1,000                         | 35,150            |
| 2018 | 46,637      | 1,823                         | 44,430            |

(Джерела: Pajero 4WD 20 Year History (Japanese), Facts & Figures 2005, Facts & Figures 2008, Mitsubishi Motors Сайт)

## Зноски
1. ↑  Further information on the Mitsubishi Pajero SUV [Архівовано 29 липня 2007 у Wayback Machine.], p.2, Chameleon Translations
2. ↑  fact2005.pdf Fact & Figures 2005, p.33, Mitsubishi Motors website[недоступне посилання з червня 2019]
3. ↑  Further information on the Mitsubishi Pajero SUV [Архівовано 30 серпня 2005 у Wayback Machine.], p.1, Chameleon Translations
4. ↑  MMC Pajero Evolution. Генерал песчаных трасс. Архів оригіналу за 4 березня 2016. Процитовано 15 червня 2010. [Архівовано 2016-03-04 у Wayback Machine.]
5. ↑  Як ми тестували Mitsubishi Montero 2015. automoto.ua. Архів оригіналу за 18 січня 2017. Процитовано 16 січня 2017.